# Olpe

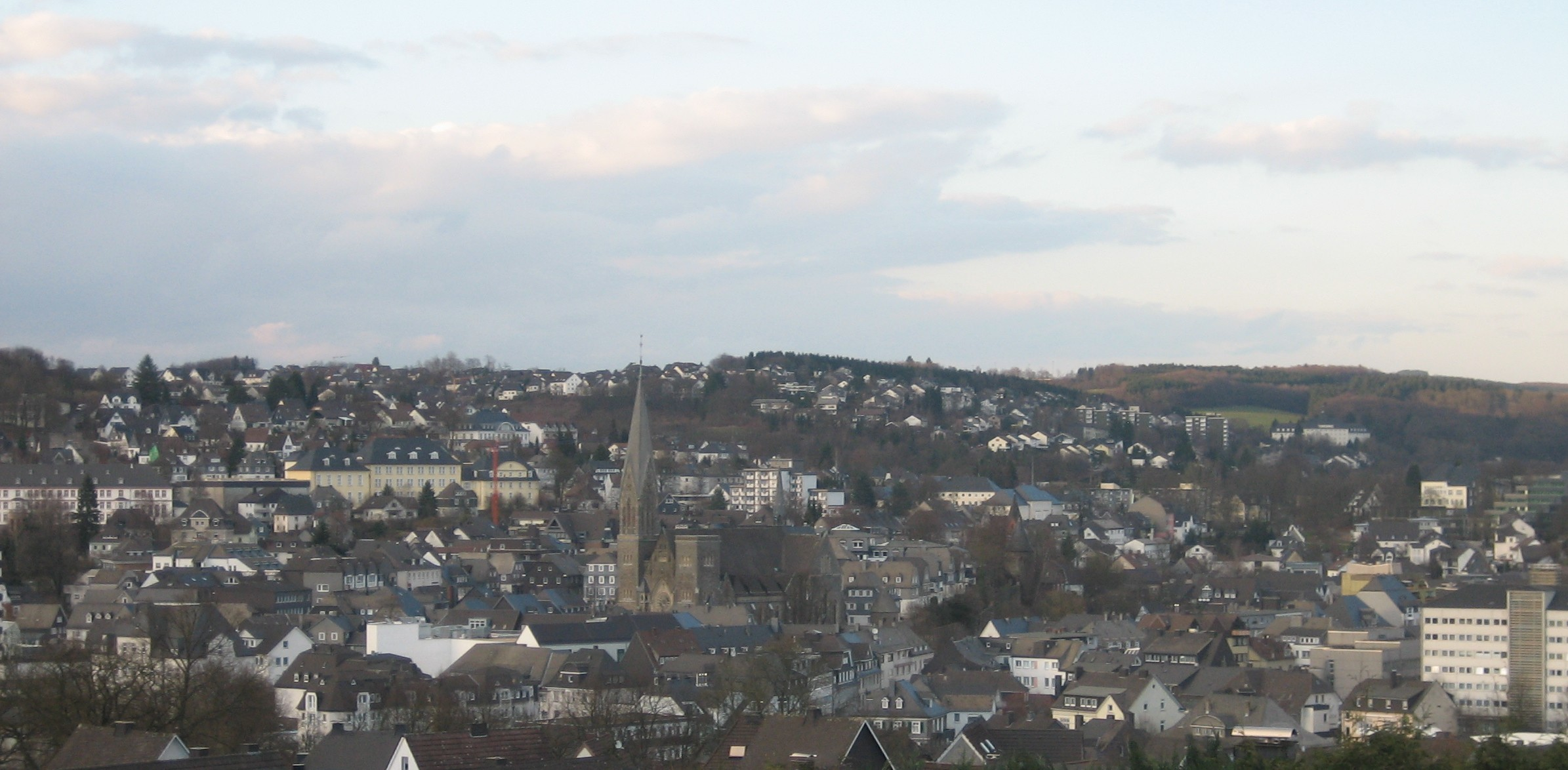
Innenstadt

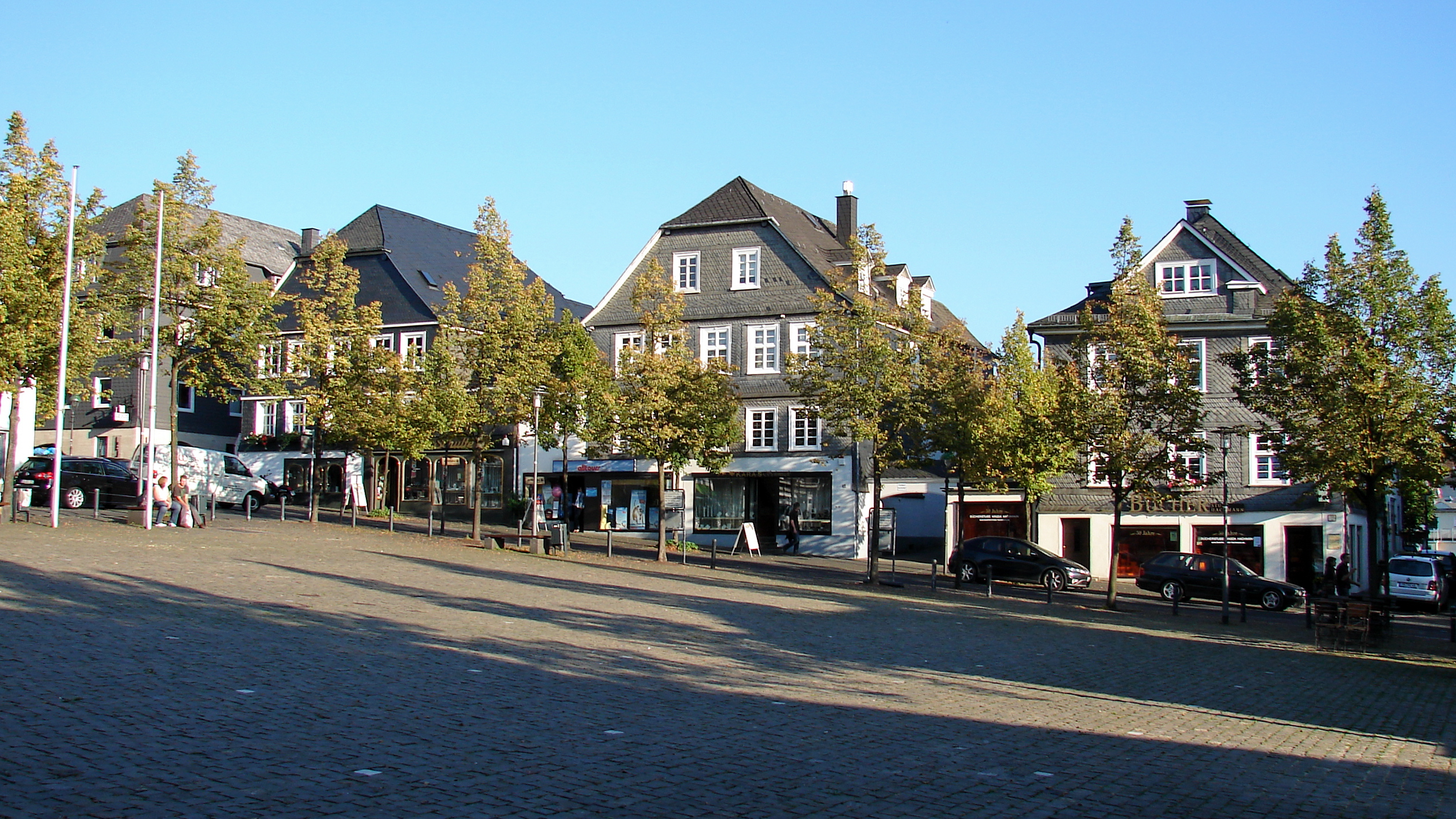
Am Markt

Olpe ist eine Mittlere kreisangehörige Stadt des Kreises Olpe im Regierungsbezirk Arnsberg, Nordrhein-Westfalen (Deutschland). Im Jahre 1311 wurden ihr die Stadtrechte von Erzbischof Heinrich II. Graf von Virneburg verliehen. Seit 1819 ist sie Kreisstadt und Sitz des Kreistages des Kreises Olpe. Sie ist die kleinste Kreisstadt in Nordrhein-Westfalen. Aufgrund der Vielzahl von Linden, die man seit dem Beginn des letzten Jahrhunderts anpflanzte, hatte die Stadt den Beinamen „Stadt der tausend Linden“. Daran angelehnt lautet das Motto des jährlichen Stadtfestes „Olpe feiert unter den Linden“.

## Geografie

### Geografische Lage
Olpe liegt im südwestlichen Teil des Sauerlands und ist umgeben vom Ebbegebirge im Norden, dem Rothaargebirge im Osten, dem Siegerland im Südosten und dem Bergischen Land im Westen. Die Stadt liegt in einem ausgedehnten Hügelland. Im Norden sind die Hänge steiler, die Täler enger (z. B. bei den Ortschaften Rhode, Neger), im Süden haben die Hügel weiche Kuppen und die Täler sind weiträumiger (z. B. Thieringhausen oder Günsen). Es gibt dort auch kleinere Hochflächen.

#### Flüsse
Im Olper Stadtgebiet findet man folgende Gewässer. Der Fluss Bigge ein südlicher Lenne-Zufluss und größtes Fließgewässer der Stadt, durchfließt Olpe von Süden nach Norden. Dabei durchquert er Saßmicke, Dahl und Rüblinghausen. In unmittelbarer Nähe zum Busbahnhof mündet die Olpe in die Bigge. Kurz darauf mündet die Bigge in das Vorstaubecken des größten Stausee Südwestfalens, dem Biggesee. Der Fluss Olpe wird von der Günse sowie unterirdisch von Felmicke, Kortemicke und Ahe gespeist. Zu den übrigen Fließgewässern gehören die Brachtpe, sie mündet in den Biggesee, die Bieke wird von der Neger gespeist und mündet in den Biggesee, und die Veischede (Veischedebach), die bei Grevenbrück in die Lenne mündet.

#### Berge
Die höchsten Berge rund um Olpe sind (Höhe in Meter über NN): Engelsberg (589,2 m; nordöstlich von Neuenkleusheim), Rother Stein (582,2 m; nördlich von Rehringhausen), Feldberg (556,2 m; nordöstlich von Neger), Homert (536,7 m; östlich von Neger) und Rhonardberg (Hohe Rhonard; 525,6 m; östlich von Olpe). Die Kernstadt ist von diesen Bergen umgeben: Attenberg (445,8 m), Bratzkopf (370 m), Eichhardt, Finkenhagen (344,5 m), Gallenberg (353,7 m), Hatzenberg, Imberg (ca. 402 m), Kimickeberg (Kimicker Berg; 430,5 m), Kreuzberg (ca. 361 m), Lindenhardt (390,7 m), Rochusberg (441,9 m) und Schlamborn (458,7 m). Die tiefste Stelle in Olpe ist bei normalem Vollstau die Wasseroberfläche des Biggesees: 307,5 m ü. NN.

### Geologie
Das Stadtgebiet ist Bestandteil des Rheinischen Schiefergebirges. Das Gebiet um den Biggesee und die Kernstadt Olpe wird, nach der landschaftlichen Gliederung, wie sie das Bundesamt für Bauwesen und Raumordnung vorsieht, zum Mittelbigge-Bergland gezählt. Die Kernstadt liegt in der Olper-Senke und der östliche und südliche Teil des Stadtgebiets wird als Südsauerländer Rothaarvorhöhen bezeichnet. Der Gesteinsuntergrund um die mittlere und obere Bigge bildet sich im Wesentlichen aus geschieferten, teils kalkhaltigen Ton- und Schluffsteinen, zudem gibt es Sandsteine mit quarzitischen Charakter.

### Flächenstruktur

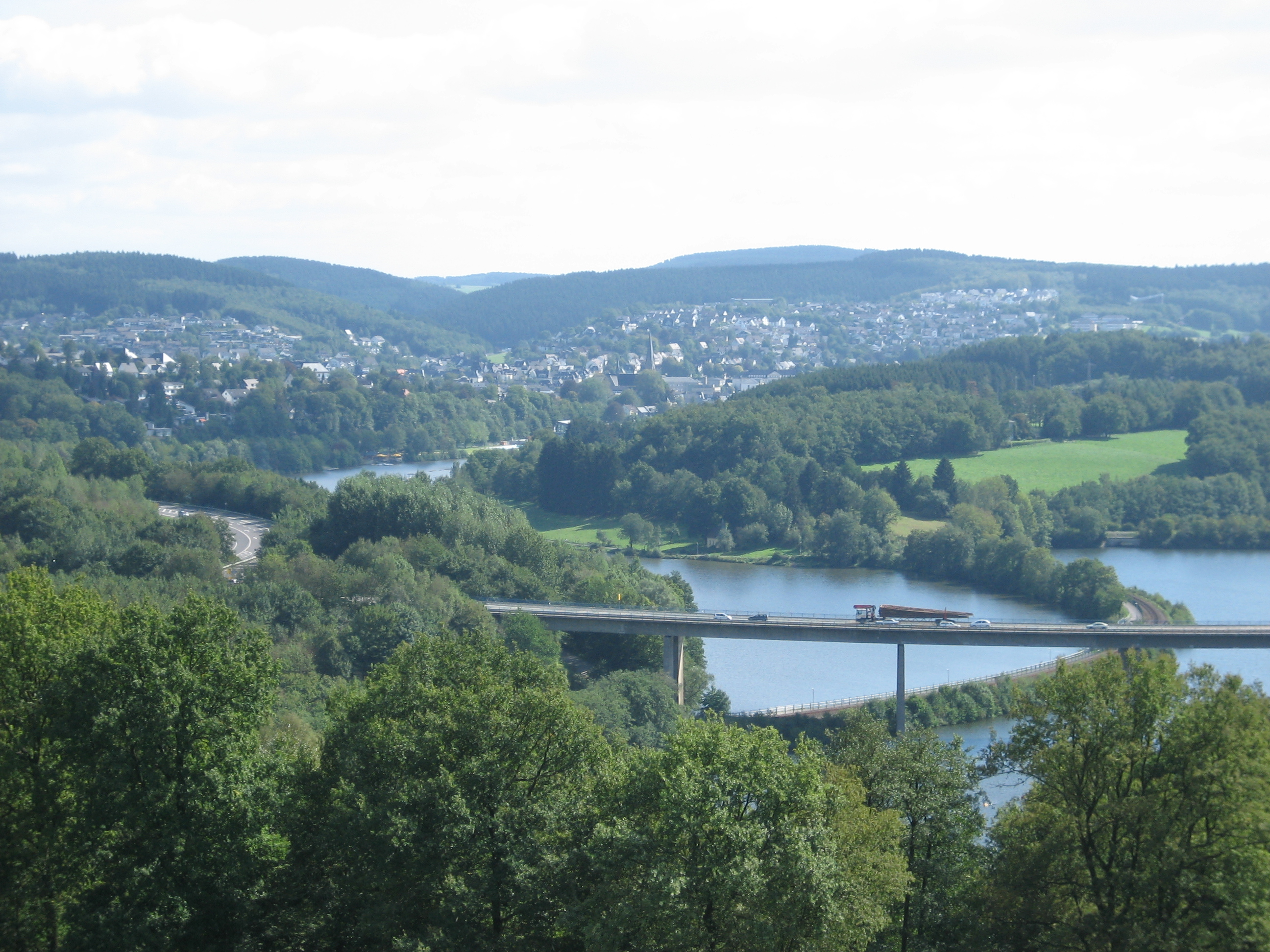
Ansicht von Nordwesten (2006)

Die maximale Ausdehnung umfasst in nord-südlicher wie west-östlicher Richtung jeweils etwa 11 km. Das Stadtgebiet Olpe hat eine Gesamtfläche von 85,88 km². Etwa 16,64 km² (19,4 %) sind davon Siedlungs- und Verkehrsfläche. Der Flächenverbrauch stieg von 1998 bis 2009 um 7,1 % (von 15,54 km² im Jahr 1998 auf 16,64 km² im Jahr 2009). Die restliche Fläche gliedert sich in Waldfläche (46,87 km²; 54,6 % der Gesamtfläche), Landwirtschaftsfläche (19,11 km²; 22,3 % der Gesamtfläche), Wasserfläche (3,12 km²; 3,6 %) und sonstige Flächen wie Moore, Abbauland etc. (14 km²; 0,2 % der Gesamtfläche).

### Nachbargemeinden
Nachbargemeinden von Olpe sind die Städte Attendorn (Norden) und Lennestadt (Nordosten), die Gemeinde Kirchhundem (Ost-Nordosten), die Stadt Kreuztal (Südosten; Kreis Siegen-Wittgenstein), die Gemeinde Wenden (Süden) und die Stadt Drolshagen (Westen).

### Stadtgliederung
Räumlich ist das Stadtgebiet gegliedert in diese Ortschaften:
Altenkleusheim, Apollmicke, Bruch, Dahl, Eichhagen, Fahlenscheid, Friedrichsthal, Griesemert, Grube Rhonard, Günsen, Haardt, Hanemicke, Hitzendumicke, Hof Siele, Hohl, Howald, Hüppcherhammer, Kessenhammer, Lütringhausen, Möllendick, Neger (aufgeteilt in Unter-, Mittel- und Oberneger), Neuenkleusheim, Neuenwald, Oberveischede, Rehringhausen, Rhode, Rhonard, Ronnewinkel, Rosenthal, Rüblinghausen, Saßmicke, Siedenstein, Sondern, Stachelau, Stade, Tecklinghausen, Thieringhausen und Waukemicke.

### Einwohner
Die Einwohner von Olpe heißen Olper. Wenn sie mindestens in der zweiten Generation in Olpe geboren wurden, nennen sie sich Ölper (sogenannte Alteingesessene bzw. Ureinwohner). Zugezogene heißen Büterling.

### Klima

Niederschlagsdiagramm

Olpes Lage in westlichen Teil Deutschlands führt zu einem ozeanisch geprägten Klima, welches jedoch aufgrund der Höhenlage (knapp über 300 Metern ü. NHN) von kühleren Temperaturen im Vergleich zum Rheinland oder dem Ruhrgebiet geprägt ist.
Durch die Hügellage und die häufigen Westwinde regnet es in Olpe oft. Die Wolken saugen sich über dem Atlantischen Ozean mit Wasserdampf voll. Wenn diese dann auf die Berghänge des Olper Hügellandes treffen, steigen sie höher und der Wasserdampf kondensiert unter dem Einfluss der Kälte zu größeren Tropfen, die dann als Regen fallen. Der Jahresniederschlag beträgt 1243 mm im Beobachtungszeitraum 1981–2010 und liegt damit im oberen Drittel der von den Messstellen des Deutschen Wetterdienstes erfassten Werte. Über 90 % zeigen niedrigere Werte an. Der trockenste Monat ist der April; am meisten regnet es im Dezember. Im niederschlagreichsten Monat fällt ca. 1,8-mal mehr Regen als im trockensten Monat. Die jahreszeitlichen Niederschlagschwankungen liegen im oberen Drittel. In über 88 % aller Orte schwankt der monatliche Niederschlag weniger.

### Natur- und Landschaftsschutzgebiete
Im Stadtgebiet Olpe gibt es mehrere Naturschutzgebiete:
- Das Naturschutzgebiet Grubenhalde Rhonard gibt es seit 1969. Die Fläche beträgt 1,13 ha und ist somit das kleinste Naturschutzgebiet in Olpe.
- Das Naturschutzgebiet Buchen- und Bruchwälder bei Einsiedelei und Apollmicke liegt in der Gemarkung Rhode, im nordöstlichen Bereich des Stadtgebietes. Der Ortsteil Apollmicke liegt mitten in dem Gebiet. Teile des Naturschutzgebiets sind auch zugehörig zur Stadt Lennestadt und der Gemeinde Kirchhundem.
- Das Naturschutzgebiet Griesemert hat eine Fläche von 80,98 ha.
- Das Naturschutzgebiet Hoher Bilstein hat eine Fläche von 11,27 ha und befindet sich nördlich von Olpe, oberhalb des Biggesees.

Teile der Stadt Olpe gehören zum Landschaftsschutzgebiet Bigge-Lister-Bergland, Typ A und zum Landschaftsschutzgebiet Bigge-Lister-Bergland, Typ B.

## Geschichte

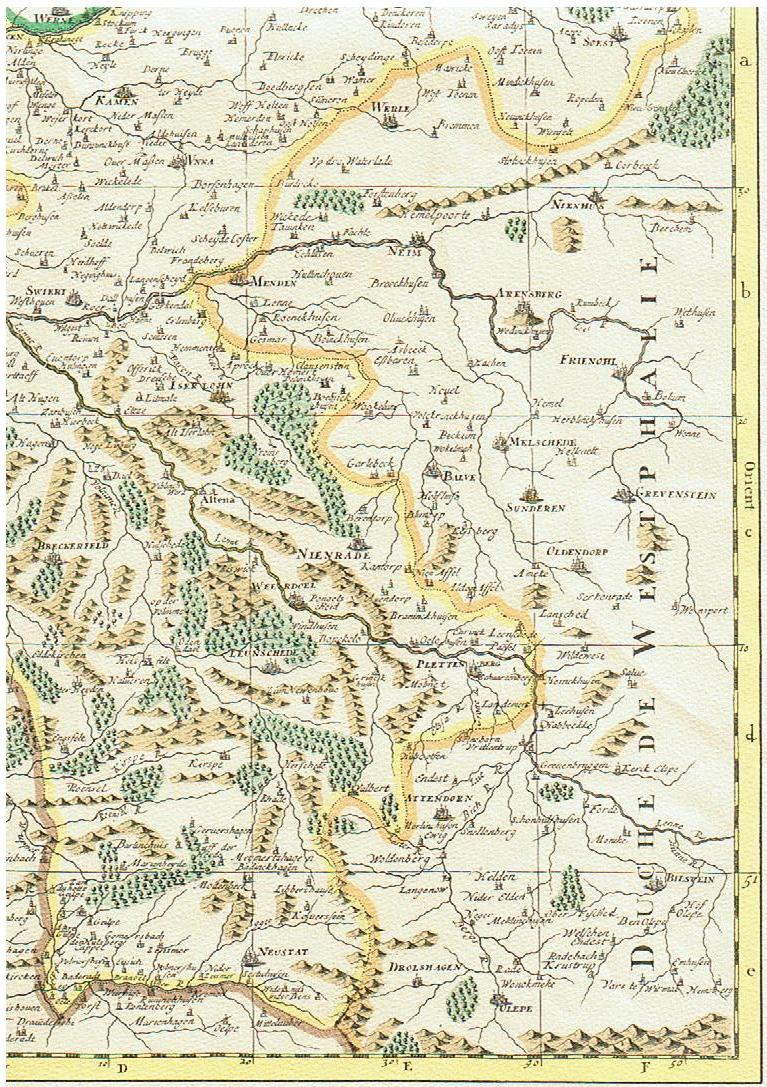
Kartenausschnitt Le Comte de la Marck 1692 S. Sanson Kartograph

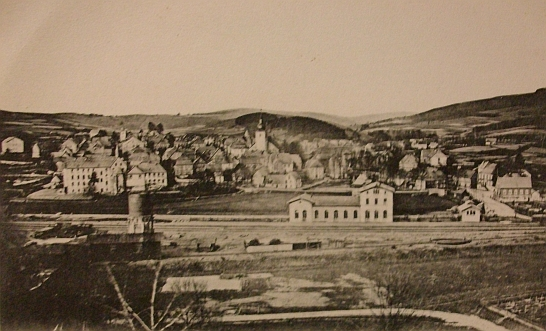
Olpe 1875

Erste Bodenfunde aus dem Olper Raum lassen sich auf rund 900 n. Chr. datieren: Scherben- und Schlacken (Eisengewinnung und -verarbeitung) in der Wüstung Kimickerberg, Münzfund in Dahl (nach 1005). Der Ursprung des Namens soll im Wort „Ol-apa“ liegen, was „Bach im feuchten Wiesengrund“ bedeutet. Diese Bezeichnung ist wahrscheinlich auf den Mündungswinkel zwischen dem Nebenfluss Olpe und der Bigge zurückzuführen. Der Ort selbst wird 1220 das erste Mal in Verbindung mit einer Zeugenaufführung unter dem Namen „Olepe“ urkundlich erwähnt (in späteren Urkunden wird der Ort auch mit den Namen „Olipe“ und „holipe“ bezeichnet). Erzbischof Heinrich II. Graf von Virneburg verleiht dem Ort 1311 das Soester Stadtrecht, wodurch Olpe offiziell als Stadt anerkannt wird.
1373 kam es zum ersten größeren Stadtbrand, der die Stadt zu großen Teilen zerstörte. Der darauffolgende Wiederaufbau des Ortes wurde vor allem durch den damaligen Erzbischof von Köln, Friedrich III. von Saarwerden, unterstützt. Dem Brand von 1373 sollten sich in den Jahren 1634 und 1795 noch zwei weitere Großbrände anschließen; wahrscheinlich wurde als Reaktion auf wiederkehrende Brände 1665 das St.-Agatha-Gelübde zum Schutz vor weiteren Stadtbränden abgelegt.
Während des Truchsessischen Krieges geriet Olpe zunehmend mit Gebhard I. von Waldburg in Konflikt, sodass die Stadt wiederholt von Gebhards Truppen unter Druck gesetzt und zur Abgabe hoher Schatzungen und Brüchten gezwungen wurde. Militärisch war Olpe allerdings nie in den Krieg involviert. Auch im 17. Jahrhundert blieb eine direkte Beteiligung Olpes am Dreißigjährigen Krieg aus, jedoch litt die Stadt an den Folgen des Krieges und es kam zu einer weitreichenden Verarmung und Pestausbrüchen, die die Stadt sowohl in wirtschaftlicher als auch demographischer Hinsicht schwer trafen. Darüber hinaus entwickelte sich im Jahre 1652 ein Rechtsstreit mit dem Kölner Erzbischof über die Stadtprivilegien, die der Stadt wahrscheinlich im Rahmen des Truchsessischen Krieges 1587 aberkannt worden waren. Dieser „Privilegienstreit“ endete 1665 mit der Wiederherstellung der alten Stadtrechte Olpes.
Im Rahmen der Koalitionskriege wurde das Herzogtum Westfalen und damit auch die Stadt Olpe 1802 unter die Herrschaft der Landesherren von Hessen gestellt. Unter diesen wurde einerseits 1804 erheblich in die Stadtrechte Olpes und 1811 in die Gemeindeordnung Westfalens eingegriffen, was starke Auswirkungen auf die Verwaltung Olpes hatte. 1816 wurde das Herzogtum Westfalen nach Verhandlungen zwischen Hessen und Preußen während des Wiener Kongresses dem Königreich Preußen unterstellt. Unter preußischer Herrschaft wurde Olpe 1818 dem Regierungsbezirk Arnsberg unterstellt und anstelle von Bilstein zur Kreisstadt erhoben.
Weitere geschichtliche Ereignisse:
- 1500: Kreuzkapelle wird erstmals erwähnt.
- 1525: Erster Nachweis einer Schützengesellschaft.
- 1587–1697 sind im Gerichtsbezirk Olpe Hexenprozesse nachweisbar.
- 1615: Es gibt den ersten Lehrer in Olpe.
- 1673: Erstmals erfolgt das Rochus-Gelübde zum Schutz vor der Pest und anderen Seuchen.
- 1696: Letztmalige Verurteilung einer „Hexe“.
- 1711: Die Post kommt erstmals nach Olpe.
- 1795: Großer Brand von Olpe, Olpe wird zu 83 % zerstört. Anstelle des mittelalterlichen Aussehen erfolgte der Wiederaufbau auf Grundlage eines Gesamtplans (drei breite parallele Straßen, rechtwinklig verbunden durch Nebenstraßen)
- 1828: Neugründung des Olper Schützenvereins. Sein Name lautet „St.-Sebastianus-Schützenverein“.
- 1842/44: Gründung der Evangelischen Gemeinde.
- 1863: Gründung des Ordensgemeinschaft „Arme Franziskanerinnen von der ewigen Anbetung“ (heute: „Franziskanerinnen von der ewigen Anbetung zu Olpe“)
- 1864: Telegraphenstation in Olpe.
- 1875: Die Eisenbahn kommt nach Olpe. Erst nach Attendorn/Finnentrop, 1880 folgt Olpe-Rothemühle, 1903 die Verbindung Olpe-Bergneustadt.
- 1888: Erstes elektrisches Licht.
- 1908/09: Die St.-Martinus-Kirche brennt nahezu vollständig nieder (Brandstiftung) / Neubau im Stil der Neugotik.
- 1945: Am 28. März des Jahres erfolgte der schwerer Bombenangriff auf Olpe. Am 10. April 1945 besetzte schließlich die US-Armee Olpe. Andernorts in Deutschland wurde der Krieg noch bis Anfang Mai fortgesetzt. Der Zweite Weltkrieg endete letztlich am 8. Mai mit der Bedingungslosen Kapitulation der Wehrmacht.[11]
- 1965: Einstau des Biggetalsperre.
- 1971: Freigabe Bundesautobahn 45.
- 1976: Freigabe Bundesautobahn 4.

### Eingemeindungen
Das Gesetz zur Neugliederung des Landkreises Olpe, das am 1. Juli 1969 in Kraft trat, hatte auch Auswirkung auf Olpe. Die amtsfreie Stadt Olpe und die drei umgebenden Gemeinden des Amtes Olpe (Olpe-Land, Kleusheim und Rhode) wurden zur neuen Stadt Olpe zusammengeschlossen, die Rechtsnachfolgerin des aufgelösten Amtes Olpe wurde. In diese Stadt wurden zudem Teile der Gemeinde Helden, nämlich die Orte Oberveischede, Tecklinghausen und Neuenwald, sowie der Ort Fahlenscheid der Gemeinde Rahrbach und schließlich Apollmicke aus der Gemeinde Kirchveischede eingegliedert. Die Stadtfläche vergrößerte sich damit von 12,78 auf 85,65 km², die Einwohnerzahl stieg von 14.184 auf 21.705.

### Einwohnerentwicklung

Einwohnerentwicklung von Olpe von 1781 bis 2017 nach nebenstehender Tabelle

#### Vor der Gebietsreform
| Jahr | Einwohner |
| ---- | --------- |
| 1781 | 1.3540    |
| 1890 | 3.088     |
| 1910 | 5.334     |
| 1933 | 7.398     |
| 1939 | 7.561     |
| 1950 | 10.280    |
| 1961 | 12.694    |
| 1969 | 14.148    |

#### Nach der Gebietsreform
| Jahr | Einwohner |
| ---- | --------- |
| 1970 | 21.164    |
| 1980 | 22.351    |
| 1990 | 24.708    |
| 2000 | 25.660    |
| 2005 | 26.440    |
| 2007 | 25.954    |
| 2009 | 26.229    |
| 2010 | 26.065    |

| Jahr | Einwohner |
| ---- | --------- |
| 2013 | 24.592    |
| 2014 | 24.646    |
| 2015 | 24.757    |
| 2016 | 24.511    |
| 2017 | 24.685    |
| 2018 | 24.688    |
| 2022 | 25.015    |

(jeweils zum 31. Dezember)

## Religionen
Die Bevölkerung der Stadt Olpe ist überwiegend katholisch. Stadtpatron ist der heilige Martin von Tours.
| Religion                           | Anzahl | Prozent |
| ---------------------------------- | ------ | ------- |
| Katholisch:                        | 17.834 | 67,99 % |
| Evangelisch:                       | 3.732  | 14,26 % |
| Sonstige Religion/Konfessionslose: | 4.644  | 17,75 % |

### Katholisch

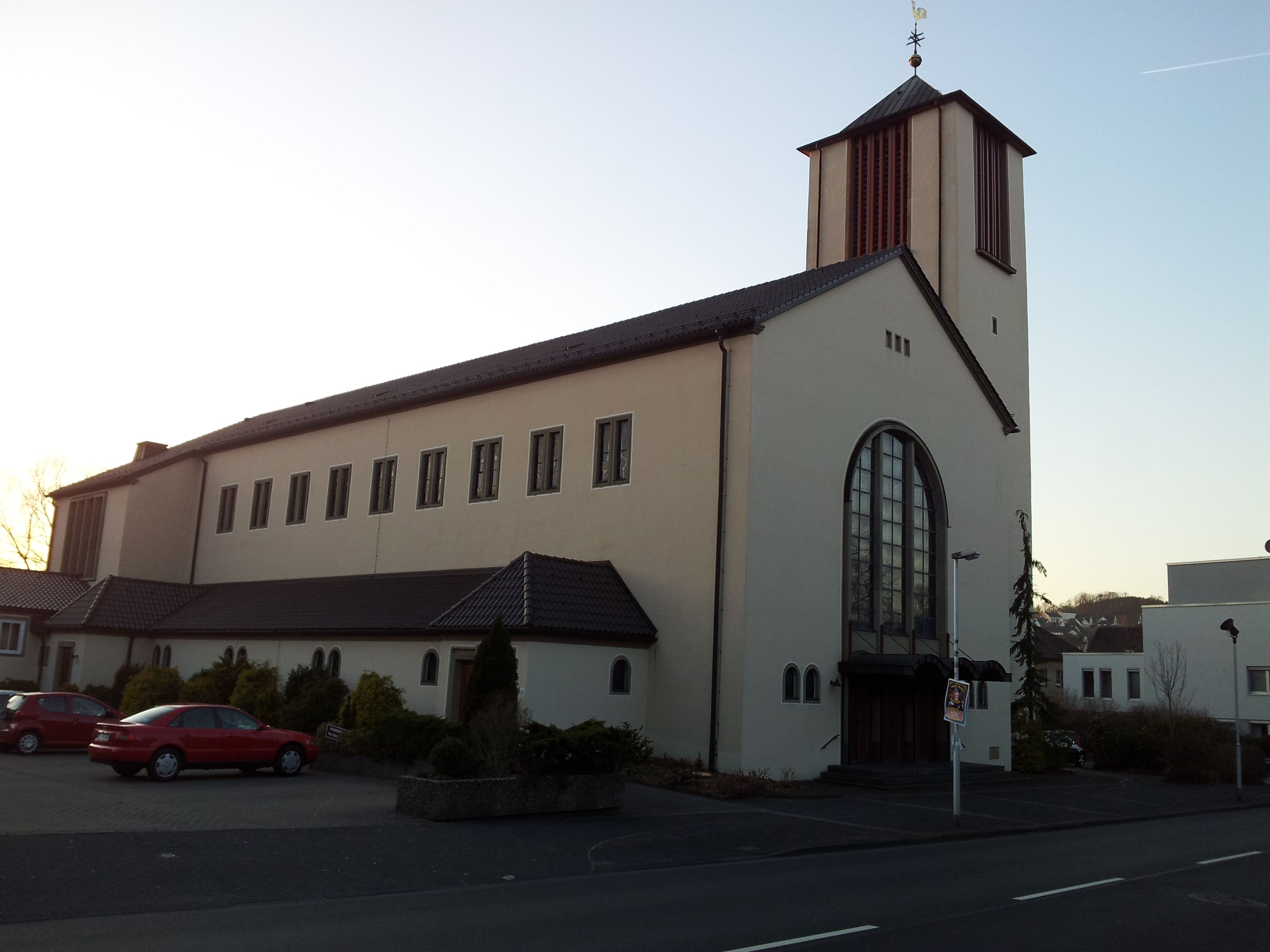
Marienkirche Olpe

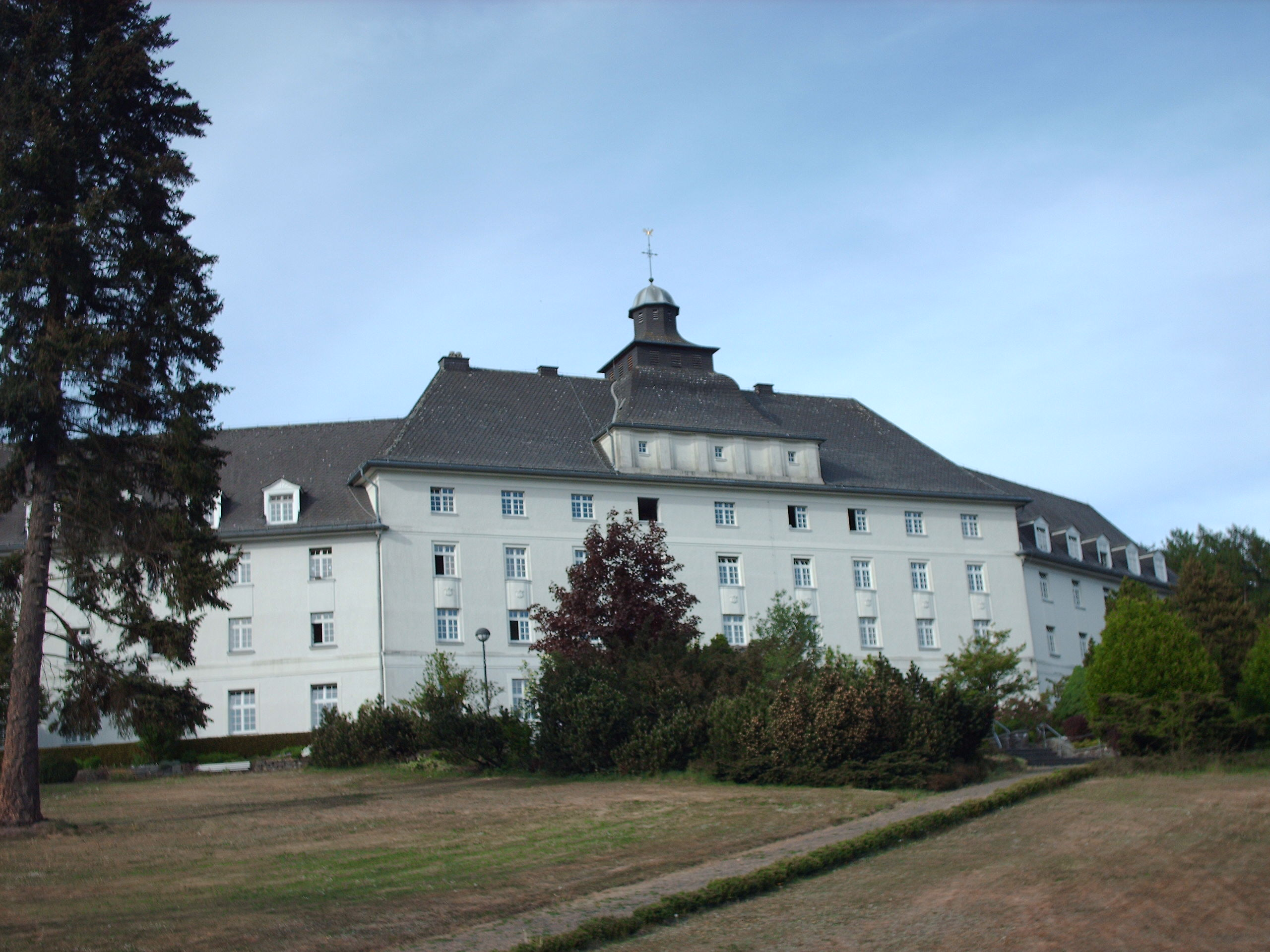
Pallottihaus

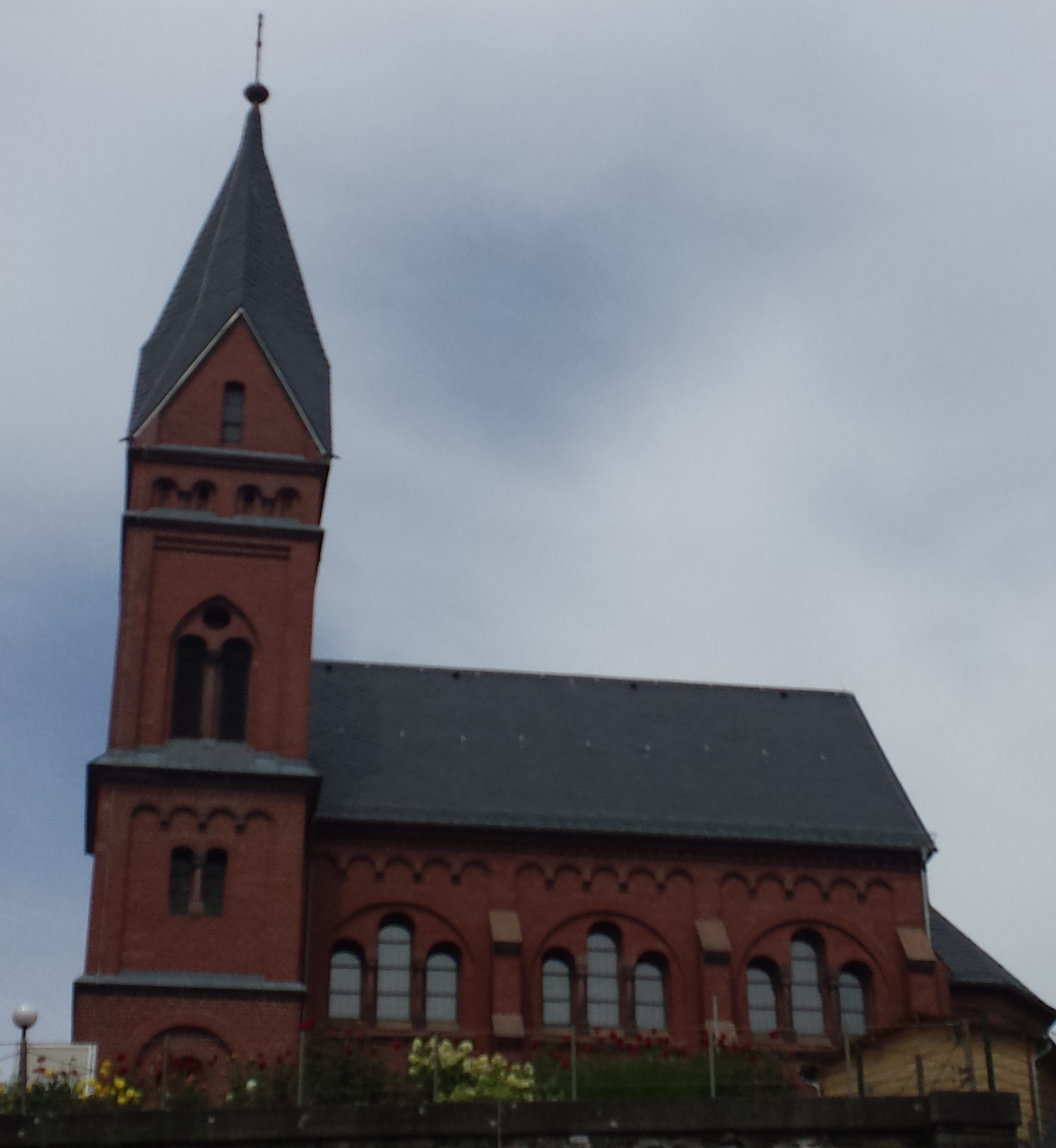
Evangelische Kirche, Olpe

Olpe gehört kirchenrechtlich zum Erzbistum Paderborn. Auf mittlerer Ebene wird Olpe durch das Dekanat Südsauerland verwaltet. Dieses wurde am 1. Juli 2006 aus den bisherigen Dekanaten Attendorn, Elspe und Olpe gebildet und ist flächengleich mit dem Kreis Olpe. Dechant ist Pfarrer Andreas Neuser.
Olpe war bis 2015 in zwei Pastoralverbünde gegliedert. Durch das Diözesangesetz zur territorialen Fortschreibung der pastoralen Räume im Erzbistum Paderborn, das am 1. Januar 2010 in Kraft getreten ist, wurde bestimmt, dass spätestens 2016 die beiden Pastoralverbünde zu einem neuen großen pastoralen Raum zusammengelegt werden. Als erster Schritt dorthin wurde am 20. September 2015 der neue Pastoralverbund Olpe gegründet, der mit Ausnahme der Kapellengemeinde Fahlenscheid (zur Pfarrei Rahrbach gehörig) das komplette Stadtgebiet umfasst. Bis zum Jahr 2029 soll der pastorale Raum um das Kirchspiel Drolshagen erweitert werden.
Die bis dahin gültigen Pastoralverbünde:
- Olpebach-Täler, bestehend aus der Pfarrei St. Mariae Himmelfahrt Olpe mit den Kapellengemeinden Günsen, Lütringhausen, Rhonard, Stachelau, Thieringhausen sowie der Pfarrei St. Georg Neuenkleusheim mit den Orten Alten- und Neuenkleusheim sowie Rehringhausen.
- Pastoralverbund Olpe-Biggesee, bestehend aus der Pfarrei St. Martinus Olpe mit den Filialgemeinden Dahl/Friedrichsthal und Saßmicke, der Pfarrvikarie Heilig Geist (westlicher Bereich von Olpe und Rüblinghausen) und dem Pfarrbezirk Hatzenberg sowie der Pfarrei St. Cyriakus in Rhode mit der Filialgemeinde Sondern und den Pfarrvikarien Oberveischede und Neger.

Seit dem 1. Juli 2022 wurden die bisherigen Pastoralverbünde Olpe und Kirchspiel Drolshagen zum neuen Pastoralen Raum Olpe/Kirchspiel Drolshagen zusammengelegt.
Einmal jährlich Anfang Juli zum Fest Mariä Heimsuchung findet die Stadtwallfahrt von Olpe nach Werl statt. Ein Teil dieser Pilger bewältigt den Hinweg in drei Tagesetappen zu Fuß.
Die Frauenkongregation der Franziskanerinnen von der ewigen Anbetung zu Olpe hat in Olpe ihr Mutterhaus sowie den Konvent San Damiano.
Die Pallottiner besaßen ein eigenes Kloster, das Pallottihaus. Die seit 1915 in Olpe ansässige Gemeinschaft hat ihre Niederlassung im Januar 2018 geschlossen. Aus wirtschaftlichen Gründen hat der Orden das Gebäude bereits 2007 an einen Investor verkauft, der dort 40 Altenwohn- und 100 vollstationäre Pflegeplätze eingerichtet hat. Die Patres wohnten zuletzt als Mieter in einigen der Wohnungen. Die geistliche Arbeit wurde bis dahin unverändert fortgeführt. Der Jugendhof in der ehemaligen Ökonomie des Klosters wurde von den Pallottinern als Jugendbildungsstätte weitergeführt, aber im Lauf des Jahres 2018 ins ehemalige Kloster Maria Königin in Altenhundem verlegt.

### Evangelisch
Es gibt seit 1844 eine evangelische Kirchengemeinde. Ihr gehört die älteste Olper Kirche, die 1898 aus rotem Backstein erbaut worden ist.

### Weitere religiöse Gemeinschaften
Der Türkisch-Islamische Kulturverein betreibt seit 1986 die Eyüp-Sultan-Moschee im Stadtteil Lütringhausen. Weiterhin gibt es eine evangelisch-freikirchliche Gemeinde, Jehovas Zeugen und eine Neuapostolische Kirche. Die griechisch-orthodoxen Christen gehören zur Kirchengemeinde Siegen-Olpe-Gummersbach mit Sitz in Siegen, ihre Gottesdienste feiern sie in Olpe in der Krypta der katholischen St.-Marien-Kirche.

## Politik

### Stadtverordnetenversammlung
Bei der jüngsten Kommunalwahl am 13. September 2020 hat die CDU die bei der Kommunalwahl im Jahr 2014 verlorene absolute Mehrheit wieder erreicht und alle Direktmandate gewonnen.
Die 38 Mandate verteilen sich folgendermaßen auf die einzelnen Parteien/Gruppierungen:
| Partei/Liste | Stimmen | Sitze (+/−) |
| ------------ | ------- | ----------- |
| CDU          | 52,22 % | 20 (± 0)    |
| UCW e. V.*   | 13,97 % | 5 (− 4)     |
| SPD          | 9,60 %  | 4 (− 3)     |
| GRÜNE        | 14,79 % | 6 (+ 3)     |
| FDP          | 5,76 %  | 2 (− 2)     |
| OLO**        | 3,66 %  | 1 (+ 1)     |

* Unabhängige Christliche Wählergemeinschaft

** Offene Liste Olpe

### Ergebnisse der Landtags- und Bundestagswahlen
Bei den vergangenen Landtagswahlen (LTW) und Bundestagswahlen (BTW) seit 2005 erhielten die Parteien in Olpe folgende Stimmenanteile bei den Zweitstimmen:
| Partei   | LTW 2005 | BTW 2005 | BTW 2009 | LTW 2010 | LTW 2012 | BTW 2013 | LTW 2017 | BTW 2017 | BTW 2021 |
| -------- | -------- | -------- | -------- | -------- | -------- | -------- | -------- | -------- | -------- |
| CDU      | 66,1 %   | 53,3 %   | 46,36 %  | 51,87 %  | 42,7 %   | 59,4 %   | 49,95 %  | 47,20 %  | 32,77 %  |
| SPD      | 21,2 %   | 26,3 %   | 21,10 %  | 23,29 %  | 28,63 %  | 23,4 %   | 20,64 %  | 16,94 %  | 27,57 %  |
| FDP      | 6,1 %    | 11,6 %   | 16,58 %  | 8,09 %   | 10,3 %   | 6,3 %    | 15,59 %  | 16,65 %  | 12,51 %  |
| GRÜNE    | 3,6 %    | 4,3 %    | 6,07 %   | 8,62 %   | 7,89 %   | 5,2 %    | 3,70 %   | 4,73 %   | 9,92 %   |
| LINKE    | (2,7 %)  | 2,1 %    | 5,70 %   | 3,11 %   | 1,51 %   | 3,7 %    | 2,31 %   | 4,60 %   | 2,70 %   |
| Sonstige | 2,6 %    | 2,5 %    | 4,19 %   | 5,02 %   | 3,02 %   | 2,1 %    | 7,81 %   | 9,88 %   | 14,52 %  |

### Jugendparlament
Das Jugendparlament gibt es seit Ende 2005. Das Jugendparlament ist eine Interessenvertretung von Jugendlichen für Jugendliche mit dem Ziel, Anregungen zur Verbesserung der Situation der Olper Kinder und Jugendlichen zu erarbeiten und Maßnahmen vorzuschlagen, damit Rat und Verwaltung der Stadt Olpe stärker auf die Wünsche von Kindern und Jugendlichen eingehen können.
Das Jugendparlament besteht zurzeit aus 25 Mitgliedern. Sie werden jeweils für die Dauer von zwei Jahren in den weiterführenden Schulen gewählt. Jede Schule erhält pro angefangener 150 Schüler ein Mandat, mindestens jedoch zwei Mandate. Alle, somit auch Schüler aus den Nachbarkommunen, dürfen in den Klassen 5 bis 10 an den Olper Schulen wählen. Allerdings sind nur Schüler mit Wohnsitz in Olpe wählbar.
Das Jugendparlament tagt, in der Regel öffentlich, mindestens vier Mal im Jahr. Auf Wunsch können Arbeitskreise in den Sitzungen zu unterschiedlichen Projekten gebildet werden. In diesen dürfen auch nicht gewählte Mitglieder Kinder und Jugendliche mitarbeiten.

### Bürgermeister sowie Stadt- und Amtsdirektoren
Von 1946 bis 1997 hieß das Amt des Verwaltungschefs in Olpe Stadtdirektor. Die Bürgermeister waren ehrenamtlich und hatten repräsentative Aufgaben sowie den Vorsitz der Stadtverordnetenversammlung. Seit 1997 gibt es einen hauptamtlichen Bürgermeister. Er leitet die Stadtverordnetenversammlung und ist zugleich Verwaltungsleiter.
Bei der Kommunalwahl 2020 wurde Bürgermeister Peter Weber im 1. Wahlgang mit 72,20 % der Stimmen wiedergewählt.
| Bürgermeister (seit 1800) | Amtszeit         | Anmerkungen                   |
| ------------------------- | ---------------- | ----------------------------- |
| Johannes Möllendik        | 1802, 1804, 1806 | 1. Bürgermeister              |
| Johann Edmund Funcke      | 1802             | 2. Bürgermeister              |
| Johann Edmund Funcke      | 1803             | 1. Bürgermeister              |
| Franz Josef Zeppenfeld    | 1804, 1806, 1811 | 2. Bürgermeister              |
| Jodocus Edmund Weber      | 1811–1823        | Stadtschultheiß               |
| Schute                    | 1824             |                               |
| Gottfried Anton Gerlach   | 1825             |                               |
| Johann Adam Halbfas       | 1825–1850        | Amtmann                       |
|                           | 1851–1861        | Bürgermeister                 |
| Ernst Hermann Halbfas     | 1861–1879        |                               |
| Louis Wilhelm Liese       | 1880–1891        |                               |
| Ewald Röper               | 1891–1896        |                               |
| F. Josef Caspar Hundt     | 1896             | in Vertretung (Beigeordneter) |
| Franz Karl Dütz-Josun     | 1897–1901        |                               |
| Heinrich Sommerhoff       | 1901–1933        |                               |
| Theodor Schulte           | 1933–1943        |                               |
| Josef Wurm                | 1943–1945        |                               |
| Heinrich Otto Spies       | April 1945       |                               |
| Josef Schrage (CDU)       | 1945–1946        | hauptamtlich                  |
| Adolf Bieker              | 1946             |                               |
| Franz Adam                | 1946–1947        |                               |
| Franz Stork (CDU)         | 1948–1952        |                               |
| Ignatz Müller (CDU)       | 1952–1964        |                               |
| Alfred Enders (CDU)       | 1964–1979        |                               |
| Wilma Ohly (CDU)          | 1979–1997        |                               |
| Horst Müller (CDU)        | 1997–2015        | hauptamtlich                  |
| Peter Weber (CDU)         | seit 2015        | hauptamtlich                  |

| Stadt- und Amtsdirektoren (1946–1996) | Amtszeit  |
| ------------------------------------- | --------- |
| Josef Klein                           | 1946–1949 |
| Paul Habbel                           | 1949–1968 |
| Ernst Elbers                          | 1968–1988 |
| Karl-Josef Leyendecker                | 1989–1996 |

### Wappen

Stadtwappen von Olpe

Blasonierung
In Rot auf flach gewölbtem grünen Schildfuß der heilige Martin in ritterlichem blauen Gewand, mit goldenem (gelben) Haupthaar und Heiligenschein, Gesicht und Hände in natürlichen Farben, auf silbernem (weißen) Pferd, mit goldenen (gelben) Hufen und goldenem (gelben) Zaumzeug, mit silbernem (weißen) Schwert seinen silbernen (weißen) Mantel teilend, vor ihm ein kniender, bis auf einen silbernen (weißen) Schurz unbekleideter Bettler in natürlichen Farben mit goldenem (gelben) Haupthaar; rechts ein quadratisches silbernes (weißes) Obereck mit durchgehendem schwarzen Kreuz.
Beschreibung
Das Wappen zeigt eine Episode aus dem Leben des Hl. Martin, als er einem Bettler die Hälfte seines Mantels spendet. Schon im Jahr 1360 zierte diese Szene das älteste Siegel der Stadt. Im Jahr 1911, als das Wappen anlässlich des 600-jährigen Stadtjubiläums geschaffen wurde, kam als Zeichen der langen Zugehörigkeit zum Kurfürstentum Köln (1180–1802) in der rechten oberen Ecke das Kreuz der Kölner Kurfürst-Erzbischöfe hinzu. Im ursprünglich genehmigten Entwurf waren noch drei Zinnen enthalten, die aber bei einer Überarbeitung zur kommunalen Neugliederung der Stadt 1969 entfielen.

### Städtepartnerschaften
Seit dem 28. Juli 2001 besteht eine Städtepartnerschaft mit der französischen Stadt Gif-sur-Yvette. Das Städtische Gymnasium in Olpe führt seit Jahren einen regelmäßigen Schüleraustausch mit einem Collège in Gif-sur-Yvette durch.

## Kultur und Sehenswürdigkeiten
Regelmäßige Veranstaltungen des städtischen Kulturamtes sowie von Vereinen aus den unterschiedlichsten Sparten prägen das Bild der Kulturarbeit in Olpe. Konzerte aller Art, Theaterstücke, Musicals, Kleinkunst-Acts, Ausstellungen und andere Veranstaltungen werden regelmäßig in den Programmreihen angeboten.
Folgende Aufführungsorte gibt es:
- Stadthalle Olpe
- Marktplatz
- Lorenz-Jaeger-Haus (OT)
- Altes Lyzeum
- Kreishaus Olpe
- Kreuzkapelle

### Theater
Im April 2015 wurde der erste Theaterverein gegründet. Das Theater Ensemble Olpe befasst sich unter anderem mit den Klassikern des deutschen Theaters.

### Kino
Das 2007 eröffnete Cineplex Olpe verfügt über fünf Säle mit insgesamt 786 Plätzen, der größte davon hat 269 Plätze. Alle Säle sind barrierefrei erreichbar, klimatisiert und seit März 2012 vollständig mit Christie-Projektoren digitalisiert worden.

### Museen
Seit 1997 versucht der Förderverein Stadtmuseum Olpe, ein Heimatmuseum zu errichten. Trotz eines Ratsbeschlusses, laut dem bis zum Stadtjubiläum 2011 ein solches Museum zu errichten sei, wurde der Plan nicht umgesetzt. Nach jetzigem Stand (10/2020), ist beabsichtigt, das Museum in das neue Bürgerhaus (Rathaus), das in den nächsten Jahren geplant und gebaut werden soll, zu integrieren. Standort wäre demnach das „Alte“ Bahnhofgebäude. Entsprechende Ratsbeschlüsse sind aber noch nicht gefasst worden.

### Bibliothek
Die Stadtbücherei befindet sich im Rathaus und hat ca. 29.000 verschiedene Medien im Angebot. Darüber hinaus betreibt die Kirchengemeinde St. Martinus eine katholische öffentliche Bücherei.

### Archiv
Das Stadtarchiv ist im Alten Lyzeum, in unmittelbarer Nachbarschaft zum Rathaus, untergebracht. Erste Erwähnungen des Stadtarchivs stammen aus dem Jahre 1665.
Im Bestand befinden sich unter anderem
- Pergamenturkunden seit 1361
- Bücher seit 1478
- Akten seit 1584
- Landkarten seit dem 16. Jahrhundert
- Stadtpläne seit 1795
- Zeitungen seit 1840
- Fotos seit 1875
- Filme seit 1937

Das Kreisarchiv befindet sich im Kreishaus.
Der Rat hat 2023 beschlossen, mit dem Ausscheiden des derzeitigen Archivleiters diese Stelle nicht wiederzubesetzen. Starke fachliche Kritik gegen diesen Beschluss äußerte sich in einem von prominenten Fachvertretern auch über Westfalen hinaus unterschriebenen Protestbrief.

### Musik
Die Musikschule bietet in den folgenden Bereichen Ausbildungsmöglichkeiten: Musikalische Früherziehung, Tasteninstrumente, Streichinstrumente, Holzblasinstrumente, Blechbläser, Schlaginstrumente, Zupfinstrumente, Vokalmusik. Ausbildungsort ist das Alte Lyzeum. Darüber hinaus gibt es Musikvereine in Neuenkleusheim, Rhode, Rehringhausen, Sondern, Saßmicke sowie den Musikzug der Freiwilligen Feuerwehr Olpe, die Negertaler Musikanten und den Spielmannszug (Tambourcorps) Olpe. In vielen Kirchengemeinden und in vielen Dörfern gibt es Männer-, Frauen-, Kinder- oder Gemischte Chöre.

### Bauwerke

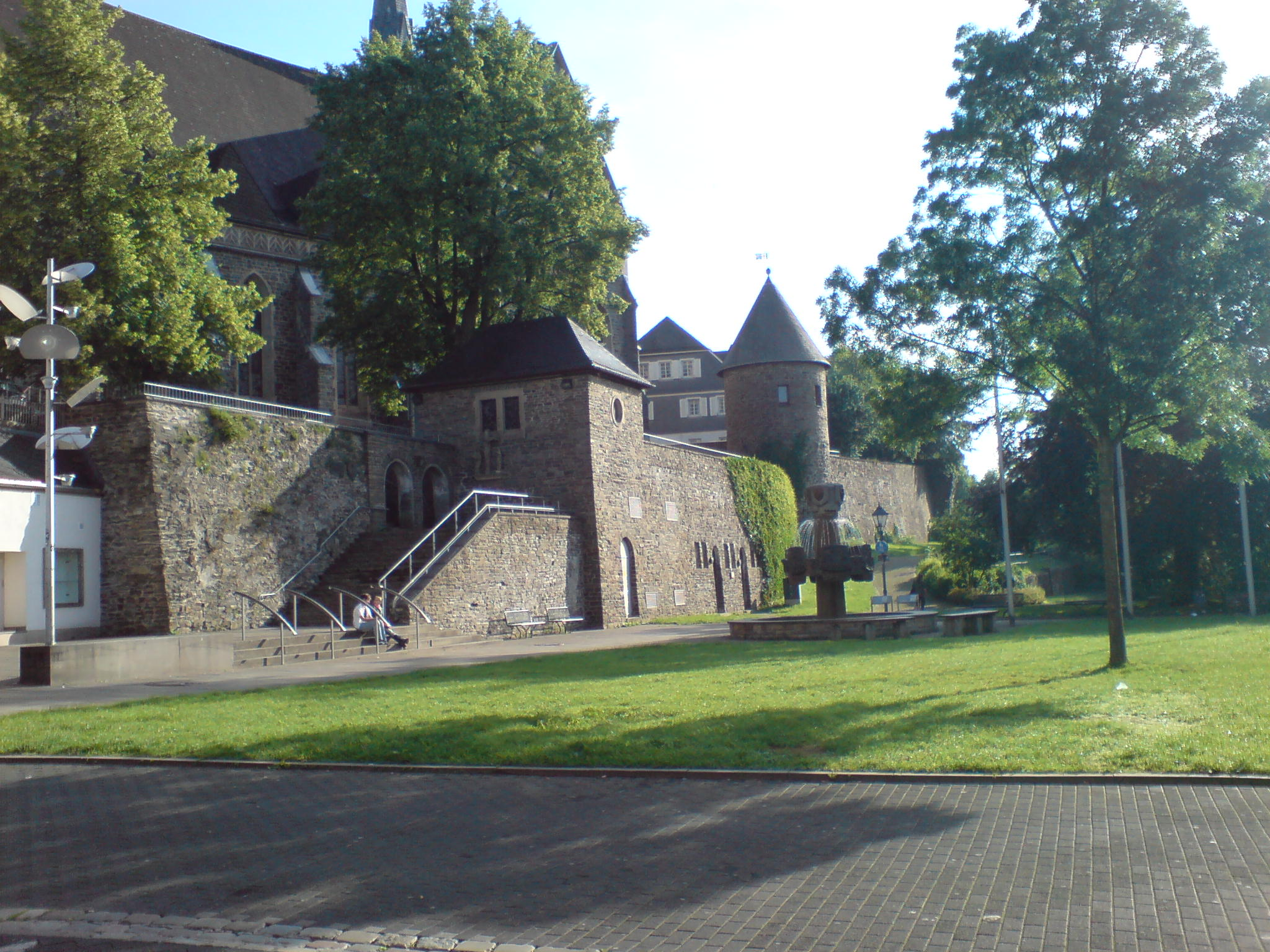
Stadtmauer in Olpe (Weierhohl)

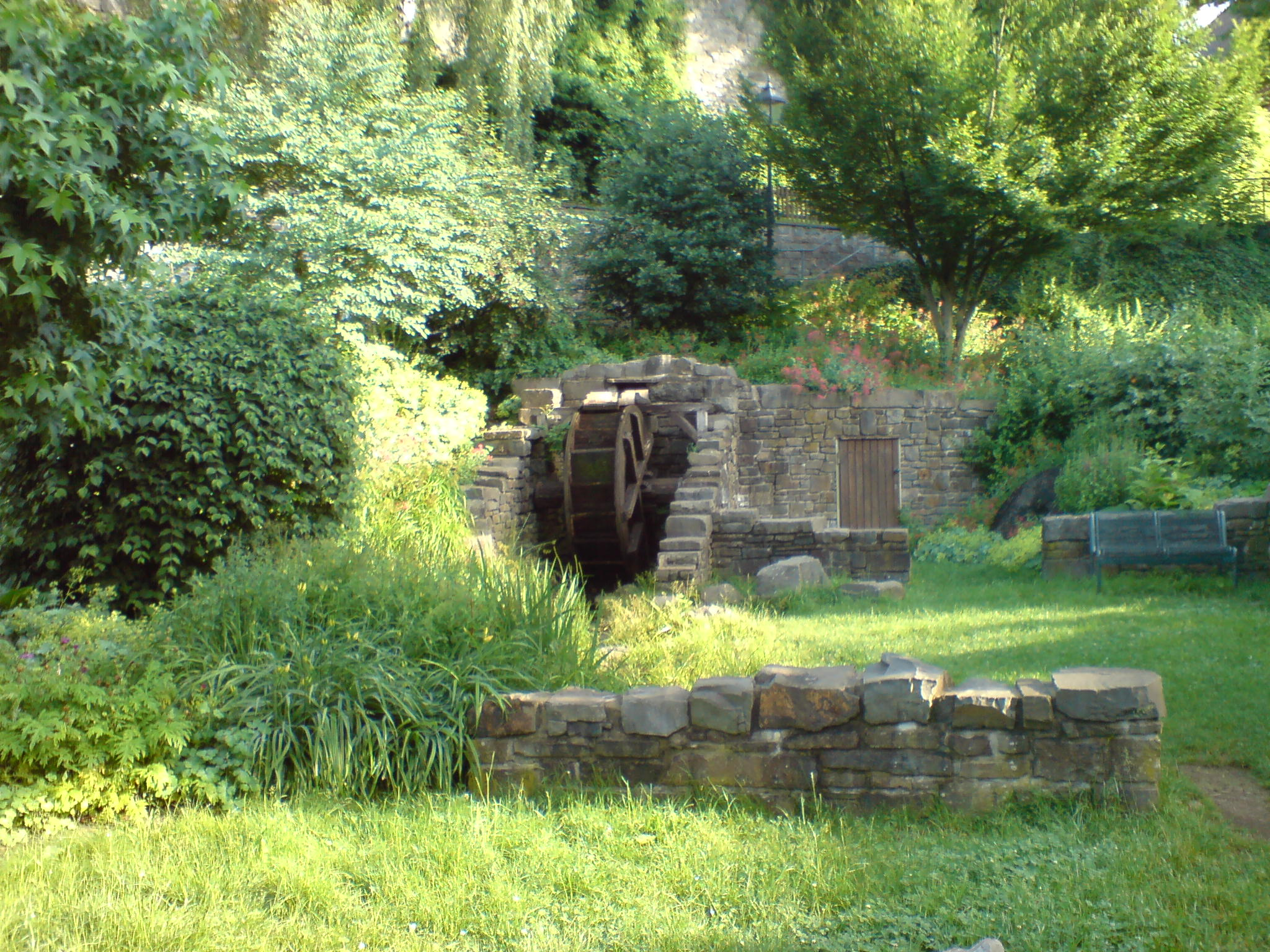
Wasserrad in Olpe (Weierhohl)

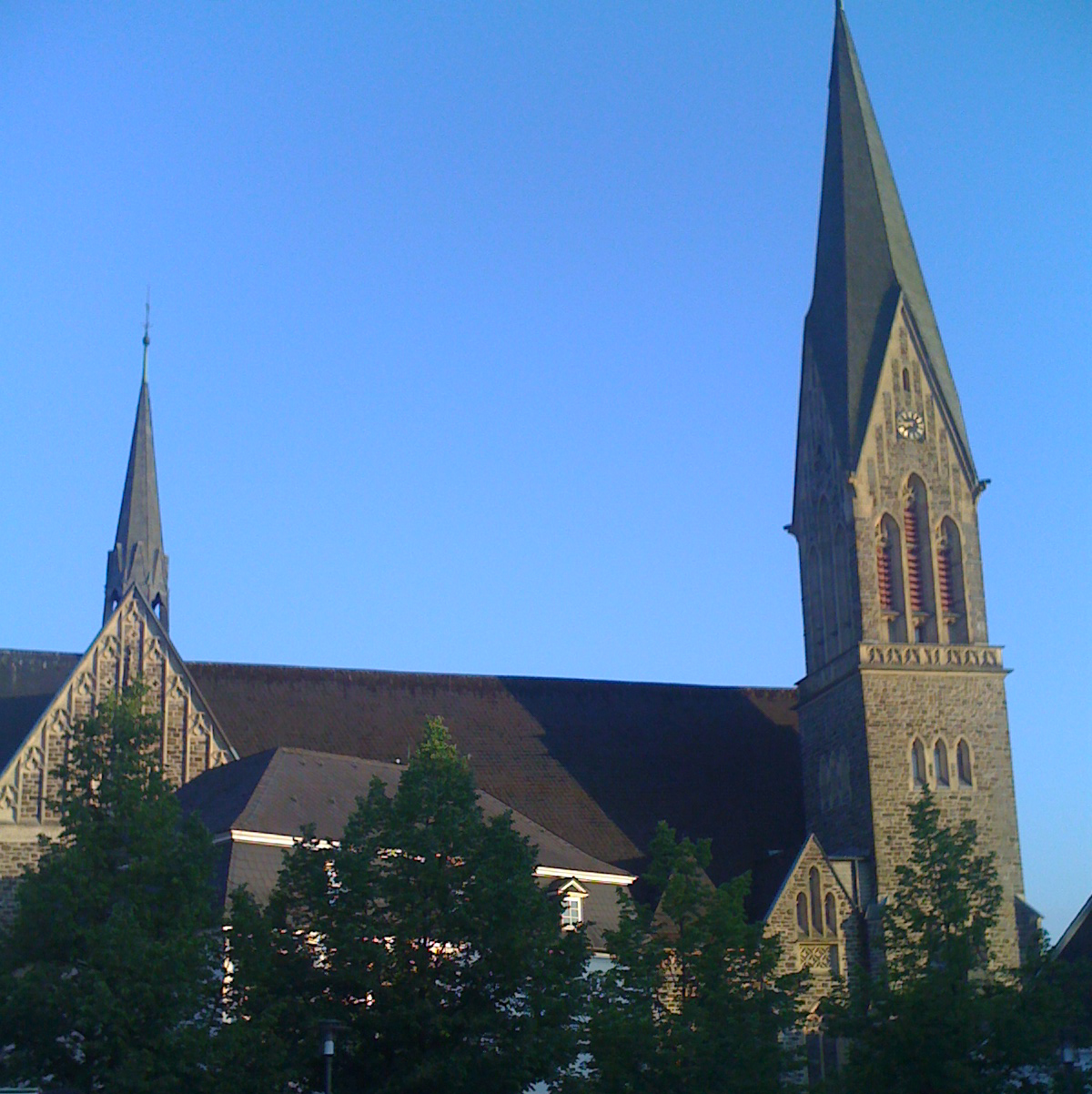
St.-Martinus-Kirche

In der Denkmalliste der Stadt Olpe sind 75 Baudenkmale und 10 Bodendenkmale verzeichnet, darunter Kirchen, Pfarrhäuser und Kapellen, aber auch Wohnhäuser, Meilensteine oder Wegekreuze. Nicht alle hier aufgeführten Bauwerke sind denkmalgeschützt, aber sie haben eine für Olpe wichtige Funktion:
- Historische Stadtmauer (erhalten: ca. 200 m) mit Engelsturm und Hexenturm

Nachdem Olpe im Jahre 1311 zur Stadt erhoben wurde, entstand spätestens um 1373 die befestigte Stadtmauer. Sie bestand aus drei großen und zwei kleinen Stadttoren und einigen Rundtürmen. Heute existieren nur noch die Überreste der Stadtmauer im Weierhohl mit dem Hexen- und dem Engelsturm sowie den Portalen eines großen und kleinen Stadttors. Der Hexenturm aus dem 14. Jahrhundert ist das älteste erhaltene profane Gebäude der Stadt. Der Name könnte auf die Hexenverfolgung hinweisen, bei der er als Gefängnis gedient haben könnte. Allerdings gibt es dafür keine Beweise. Der Olper Heimatforscher Manfred Schöne ging davon aus, dass sich der Name von „Hessenturm“ herleitet.
Außerdem befindet sich unterhalb der Stadtmauer seit 1963 die von Ewald Mataré entworfene Gedenkstätte zum Andenken an die Opfer des Krieges und als Mahnmal für die Lebenden sowie seit 1996 das Brackendenkmal.
- Wasserrad

Das Wasserrad steht am Standort der ehemaligen „Obersten Stadtmühle“ im Weierhohl. Sie ist den Umrissen der alten Mühle nachempfunden. Die „Unterste Stadtmühle“ gab es bis in die 1960er-Jahre an der Mühlenstraße, wo heute das Kino steht. Sie wurden durch zwei Mühlengräben mit dem Wasser von Olpe und Bigge versorgt.
- St.-Martinus-Kirche

Nach der Brandstiftung von 1907 wurde die Martinus-Kirche im neugotischen Stil als dreischiffige Hallenkirche mit Querhaus und Doppelturmfassade neugebaut. Einer der Türme wurde im Zuge des Großangriffs vom 28. März 1945 beschädigt und danach von deutschen Pionieren aus Sicherheitsgründen gesprengt und bis heute nicht wieder aufgebaut. Er wird heute als Denkmal für den Frieden verstanden, obwohl immer wieder Bestrebungen öffentlich werden, den Turm neu zu errichten. Der derzeitige Bürgermeister Horst Müller strebt eine Stiftung an, die den Wiederaufbau des Turms zum Inhalt haben soll. Vor dem nördlichen Ausgang befindet sich seit 1979 eine Agatha-Statue.
- Evangelische Kirche

Sie wurde von 1897 bis 1898 gebaut und ist somit die älteste Kirche in der Stadt. Bei der Kirche handelt es sich um ein im neoromanischen Stilelementen und einem dreijochigen gewölbten Saalbau. Die Fassade der Kirche ist aus rotem Backstein.
- Marktplatz mit Panneklöpper-Denkmal

Nach dem großen Stadtbrand von 1795 wurde der mittelalterliche Grundriss aufgegeben und durch eine von Johann Adam Stahl konzipierte Reißbrettstadt ersetzt. In diesem Zuge entstand auch die heutige Form des Marktplatzes. Viele Häuser, die in dieser Zeit entstanden, verfügen noch über die Keller der alten, abgebrannten Häuser, die heute teilweise bis in den Straßenraum ragen. In den 1990er-Jahren wurde der Marktplatz neu gestaltet und (außer sonntags zum Hochamt in der Martinuskirche) autofrei. Das Panneklöpper-Denkmal wurde 1982 errichtet und symbolisiert die ehemalige Bedeutung der Breitschmiede für die Stadt Olpe.
- Kapellen (Kreuz-, Rochus- und Valentinskapelle)

Die Kreuzkapelle ist nur selten geöffnet, erlaubt dann aber einen Blick auf drei prunkvolle Schnitzaltäre, welche, wie die Kapelle auch, im Jahre 1753 geweiht wurden.
- Kurkölner Platz mit dem Geschichtsbrunnen

### Naturdenkmäler
- Biggesee
- Kölsches Heck

Kölsches Heck bezeichnet die heutige Verwaltungsgrenze zwischen den Kreisen Olpe und Siegen-Wittgenstein. Früher diente es auch als Landwehr und bestand aus Graben und Wall mit aufstehender Hecke, welche auf Manneshöhe gekürzt und miteinander verflochten wurde. In einem Abstand von 15 bis 100 Metern folgte oft eine weitere Wall-/Graben-Anlage. Im heutigen Stadtgebiet kann man oberhalb von Altenkleusheim historische Spuren entdecken.

### Friedhöfe
Zurzeit gibt es elf aktive Friedhöfe im Stadtgebiet von Olpe. Der Friedhof in Olpe wird seit dem 1. Januar 1977 als Kommunalfriedhof und der Friedhof im Ortsteil Sondern seit Einstauung der Biggetalsperre von der Stadt Olpe betrieben. Weitere Friedhöfe befinden sich in den Ortsteilen Altenkleusheim, Dahl, Neger, Neuenkleusheim, Oberveischede, Rehringhausen, Rhode, Saßmicke und Thieringhausen und befinden sich in Trägerschaft der jeweiligen katholischen Kirchengemeinde.
Hinzu kommt ein evangelischer Friedhof an der Bergstraße, der immer noch als Friedhof gewidmet ist, jedoch nicht mehr belegt wird, sowie ein Friedhof an der Kreuzkapelle, auf dem Priestergräber, ein Ehrenmal für im Zweiten Weltkrieg umgekommene sowjetische Zwangsarbeiter und zwei Familiengräber erhalten sind. Die übrigen Gräber wurden Anfang des 20. Jahrhunderts auf den neuen katholischen Friedhof umgebettet.
Des Weiteren gibt es die zwei nicht mehr bewirtschafteten jüdische Friedhöfe Neuenkleusheim und Rhode.

### Sport

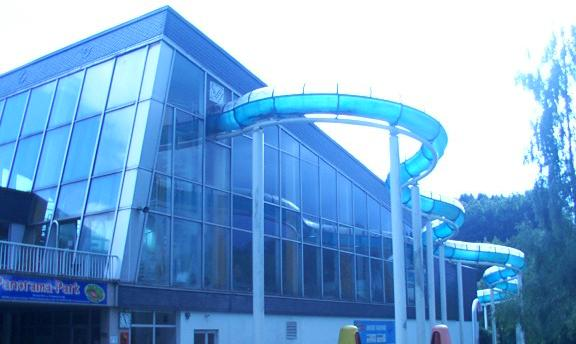
Hallenbad vor der Renovierung

Im Stadtgebiet von Olpe gibt es elf Turnhallen, neun Tennisplätze und zehn Fußball- und Sportplätze.
- Kreuzbergstadion

Die größte Sportstätte in Olpe ist das Kreuzbergstadion. Hier gibt es einen Rasen- und einen Kunstrasen-Fußballplatz. Der Hauptplatz (Rasenplatz) hat ein Fassungsvermögen von 5000 Zuschauern. Er ist mit einer 150 Lux starken Flutlichtanlage ausgestattet und gehört zum Standort für das DFB-Talentförderprogramm (U12-U21). Den Leichtathleten stehen acht Laufbahnen, eine Weitsprunganlage, eine Dreisprunganlage, eine Hochsprunganlage und ein Kugelstoßplatz zur Verfügung.
- Schwimmen

Im Freizeitbad Olpe gibt es verschiedene Becken und Thermalbereiche. Dazu gehören auch eine Saunalandschaft und ein Freibad. In der Imbergschule gibt es ein Lehrschwimmbecken. In Sondern gibt es die Möglichkeit, im Biggesee unter Aufsicht zu schwimmen.
- Fußball

Es gibt in Olpe elf Fußballvereine, die auf den zehn Fußballplätzen spielen. Die 1919 gegründete Spielvereinigung Olpe spielt seit 2008 bis 2018 mit einer Unterbrechung in der Westfalenliga (Staffel 2) und seit dem Abstiegsjahr 2018 in der Landesliga
- Wintersport

Gespurte Loipen zum Langlauf fahren gibt es bei Schnee in Thieringhausen. Ski-Abfahren kann man in Fahlenscheid, dort gibt es zwei Doppelankerlifte und eine Beschneiungsanlage.
- Tauchen

Der Biggesee bietet als Stausee gute Voraussetzungen für das Tauchen. Die ortsansässigen Taucher treffen hier auch häufig auf Tauchgäste, die regelmäßig z. B. aus der näheren Umgebung den Biggesee betauchen, aber auch auf Gruppen aus dem Ausland. Neben der Tauchschule gibt es in Olpe den Tauchclub Biggesee-Olpe e. V., hier steht neben dem breiten Ausbildungsangebot sowie dem wöchentlichen Training auch das Vereinsleben im Vordergrund.
- Rudern

Am Vorstaubecken hat sich der Ruderclub Biggesee niedergelassen. Im Sommer findet die alljährliche Biggesee-Regatta statt, bei der bis zu 20 Vereine zum Beispiel um das blaue Band rudern. Vom vereinseigenen Steg kann man nach Olpe (5 km), ins Rosenthal (4 km) und nach Stade (3,5 km) rudern.
- Sportschützen

Es gibt drei Sportschützenvereine. Der St. Sebastianus Schützenverein Olpe trainiert auf dem Ümmerich/Schützenplatz in Olpe, die St.-Josef-Sportschützen Dahl-Friedrichsthal in der Dorfgemeinschaftshalle in Dahl und die Sportschützen von St. Josef Lütringhausen im Jugendheim in Lütringhausen.
- Turnverein

Mit mehr als 3100 Mitgliedern ist der Turnverein Olpe (TVO) ist der größte Sportverein im Stadtgebiet von Olpe. Neben dem klassischen Turnen bietet der Verein folgende Breitensportarten an: Badminton, Basketball, Behindertensport, Faustball, Gesundheitssport, Handball, Herzsport, Leichtathletik, Schwimmen, Ski, Taekwondo, Tanzen und Volleyball.
Weitere Sportmöglichkeiten bzw. -Vereine sind Segeln, Kanu, Windsurfen oder Kitesurfen auf dem Biggesee, Sportangeln beim Eisenbahner Sportverein, zwei Motorsportvereine, einen Kneipverein, je ein Karate und Ju-Jutsu Verein sowie ein Reit- und Fahrverein. Zudem gibt je einen Tischtennis-, Volleyball-, Schach- und Skiverein.

### Regelmäßige Veranstaltungen
Das Brauchtum in Stadt und Land fußt auf Bräuchen, die oft schon viele hundert Jahre alt sind. Ihren Ursprung haben sie vielfach in der kirchlichen Tradition.
- Schützenfeste werden in vielen Ortsteilen der Stadt gefeiert. Das größte Schützenfest im Stadtgebiet ist das Olper Schützenfest des St.-Sebastianus-Schützenvereins. Gefeiert wird es immer an dem Wochenende um den dritten Sonntag im Juli. Gefeiert wird auf dem Ümmerich, dem Schützenplatz auf dem Imberg. Der Verein zählt mehr als 5100 Mitglieder.
- Agatha-Tag (5. Februar) und Prozession (immer der darauf folgende Sonntag)
- Olper Teamcup (meistens an einem Freitag im Juni, erstmals 2004) – eine Laufveranstaltung mit Breitensportcharakter, durch die Olper Innenstadt[31][32]
- Poschefeuer (Osterfeuer auf dem Gallenberg und in fast allen Dörfern der Stadt, auf dem Bratzkopf letztmals 2008, weil der Osterfeuerplatz einem Neubaugebiet weichen musste)
- Rochus-Gelübde mit anschließender Prozession
- Muggelkirmes (an jedem dritten Sonntag im September) – ein großes Fest für einen guten Zweck, mit zahlreichen Angeboten für große und kleine Leute, ohne den üblichen Schaustellerkommerz, dafür mit viel ehrenamtlicher Beteiligung und einer familiären Atmosphäre
- St. Martin mit Umzug
- Orgelstück „Der alte Zimmermann“ Es wird immer zum Abschluss der Weihnachtsmessen gespielt. Ursprünglich stammt das Lied aus dem österreichischen Sprachraum.
- Between the Days-Festival – Pop- und Rockmusik am 29. Dezember
- Ölper Tied (11 Uhr – traditionell „Ölper“ Zeit für einen Umtrunk)

### Kulinarische Spezialitäten
- Spezialitäten rund um das Olper Schützenfest

Das „Olper Beff“ ist eine Art Frikadelle, in der auch Kartoffeln verarbeitet werden, die mit brauner Soße (Ochsenschwanzsuppe) warm zusammen mit einem Brötchen gereicht wird. Offiziell getestet wird dessen Qualität am Freitag vor dem Schützenfest bei der Bier- und Beff-Probe.
Nur zum Olper Schützenfest wird in einigen Metzgereien der Stadt „Spürne“ angeboten, ein Aufschnitt aus gepökeltem Kuheuter. Zudem gibt es als Kindergetränk zum Schützenfest „Quatsch“ (Himbeersaft).
- Butterbrezel

Eine echte Olper Spezialität ist auch die Butterbrezel, die ursprünglich von der Bäckerei Gastreich, dann von der Bäckerei Sommerhoff produziert wurde und heute von der Konditorei Lüning hergestellt wird.
- Kempers Korn

In der Kornbrennerei Kemper Inh. Arens werden mit Wasser aus einem eigenen Brunnen ein Kornbrand sowie verschiedene Liköre hergestellt.
- Brauereien

Bis in die 1960er-Jahre gab es in Olpe zwei Brauereien, „Olper Löwenbräu“ und die Brauerei Schmelzer.
In den 1990er- und 2000er-Jahren braute die Hausbrauerei Müller im Ortsteil Oberveischede dunkles, naturtrübes Pils. Eine benachbarte Bäckerei buk damit das „Veischeder Landbierbrot“.

### Mundart / Olper Platt
Bis Ende des 19. Jahrhunderts war in Raum Olpe das Olper Platt als Umgangssprache weit verbreitet. Es ist ein Ortsdialekt des Sauerländer Platts und ist ein Zweig der niederdeutschen Volkssprache. Unter dem Einfluss des Hochdeutschen hat die Bedeutung dieses Dialekts bis heute rapide abgenommen. Als alltägliche Umgangssprache hat das Platt heute fast keine Bedeutung mehr. In Dörfern des Olper Lands ist in der älteren Generation das Plattdeutsche untereinander aber noch Alltagssprache.

## Wirtschaft und Infrastruktur

### Historisch
Der Reichtum an Wald, Erz und Wasser waren Grundlagen für das Entstehen von Eisen- bzw. Kupferhütten, Hammerwerken, Pfannenschmieden und Lohgerbereien. Daneben begünstigte auch die Lage zwischen dem Siegerland einerseits und dem märkischen Sauerland andererseits die wirtschaftliche Entwicklung. Spätestens im 18. Jahrhundert war Olpe und seine nähere Umgebung eines der wirtschaftlichen Zentren des Herzogtums Westfalen.
- Breitschmiede (In Olpe „Panne(n)klöpper“ (Pfannenschläger) genannt)

Sie haben in Olpe eine lange Tradition und somit auch eine wichtige Rolle im Leben der Stadt gespielt. Schon 1567 gab es eine Zunft der Handschmiede, das „Schmiedeamt“. Die Schmiede konzentrierten sich zunehmend auf die Herstellung von Blechen. Geschützt durch die von den Kurfürsten immer wieder bestätigten Zunftprivilegien, gelang es den Olper Breitschmieden, eine fast monopolartige Stellung der Blechherstellung im südlichen Westfalen durchzusetzen. Als Erinnerung an die alte Schmiedezunft gibt es auf dem Marktplatz ein Bronzedenkmal mit dem „Panneklöpper“ oder „Pannenklöpper“.
- Hammerwerke

Ihre Betreiber bildeten eine weitere Zunft im Gebiet von Olpe. Die Hammerwerke übernahmen die wichtigen Vorarbeiten für die Breitschmiede, aber auch für alle anderen Schmieden. Angetrieben wurden die Hammerwerke durch Wasserkraft.
- Kupferhütte

Die Stachelauer Hütte war eine im 16. Jahrhundert entstandene Kupferhütte bei Stachelau. Sie bestand bis ins 19. Jahrhundert hinein. Daneben wurde in der Mitte des 19. Jahrhunderts eine Metallhütte erbaut, die einige Jahrzehnte Blei und zeitweise auch Quecksilber produzierte.
- Bergbau

Seit Mitte des 16. Jahrhunderts kann Kupferbergbau in der Rhonard nachgewiesen werden. Neben vielen anderen kleinen Gruben in Olpe war die „Grube Rhonard“ die größte. Sie gehörte bis zum Jahr 1805 zum Familienbesitz der Brabecks. Bis sie im Jahre 1890 geschlossen wurde, war sie die älteste und letzte Grube im Stadtgebiet von Olpe. Neben Kupfer wurde auch Eisenerz abgebaut. Des Weiteren gab es kleine Vorkommen an Silber, Quecksilber und Zinnober.
- Weitere wichtige Berufszweige, die es in Olpe und Umgebung gab, waren Köhler und Lohgerber.

### Gegenwart
Mittelständische und überregional tätige Betriebe verschiedener Branchen sind die Stützpfeiler des wirtschaftlichen Geschehens der Kreisstadt. Hierzu gehören Metallgießereien, Rohrziehereien, Gesenkschmieden, Armaturenfabriken, Maschinenfabriken sowie Betriebe für elektronische Erzeugnisse. Außerdem gibt es zahlreiche Betriebe und Firmen des Handwerks-, Handels- und Dienstleistungsgewerbes. Ein weiterer wichtiger Wirtschaftsfaktor ist der Tourismus.
Nach den von der Industrie- und Handelskammer Siegen ausgewerteten Daten zur Handelszentralität (= Verhältnis von Einzelhandelsumsatz je Einwohner zur Einzelhandelskaufkraft je Einwohner) beläuft sich die Kennziffer für Olpe im Jahr 2018 auf 133,7 und deutet auf Kaufkraftabschöpfung u. a. benachbarter Orte hin.

### Ausgewählte ansässige Unternehmen
Die Gemeinnützige Gesellschaft der Franziskanerinnen zu Olpe (GFO) ist eine karitative Trägergesellschaft mit mehr als 100 Einrichtungen aus den Bereichen Krankenhäuser, Altenhilfe und Kinder- und Jugendhilfe.
Die Lister- und Lennekraftwerke GmbH (LLK) ist ein 1905 gegründeter Energieversorger. Gemeinsam mit den Stadtwerken Attendorn und den Stadtwerken Olpe vertreiben diese Energie unter dem Markennamen „Bigge-Energie“.
Das auf die Sanierung von Brand- und Wasserschäden spezialisierte Unternehmen PolygonVatro wurde ursprünglich unter den Namen VATRO Bautrocknungs GmbH im Jahr 1992 gegründet. Im Mai 2011 erwarb die zum Finanzinvestor Triton Partners gehörende schwedische Polygon AB die inzwischen über 32 Niederlassungen in Deutschland.
Die Open-Xchange AG ist ein Softwareunternehmen im Bereich Groupware.
Die Gebr. Kemper GmbH + Co. KG ist ein weltweit tätiges Familienunternehmen und Hersteller von Armaturen- und Systemtechnik in der technischen Gebäudeausrüstung sowie Marktführend in der EU und weltweit mit gewalzten Bändern aus Kupferlegierungen.
Die Ohm & Häner Metallwerk GmbH & Co. KG (Eigenschreibweise OHM & HÄNER) ist eine 1961 von Paul Ohm und Alois Häner gegründete Gießerei für Nichteisenmetalle. Das inhabergeführte mittelständische Unternehmen produziert in zwei Werken (eines im Olper Ortsteil Friedrichsthal, eines in der Nachbarstadt Drolshagen) Werkstücke aus Kupfer- und Aluminiumgusslegierungen für den Maschinen- und Gerätebau sowie für die Automobilindustrie.
Die Römer Systems GmbH ist der Markenrechtinhaber der Römer Helme.
Weitere wichtige Unternehmen sind der Armaturenhersteller Schell, die beiden Rohrproduzenten Peterseim Metallwerke und MGI sowie der Hersteller von elektromechanischen Bauteilen Karl Jungbecker.

### Verkehr

#### Schienenverkehr

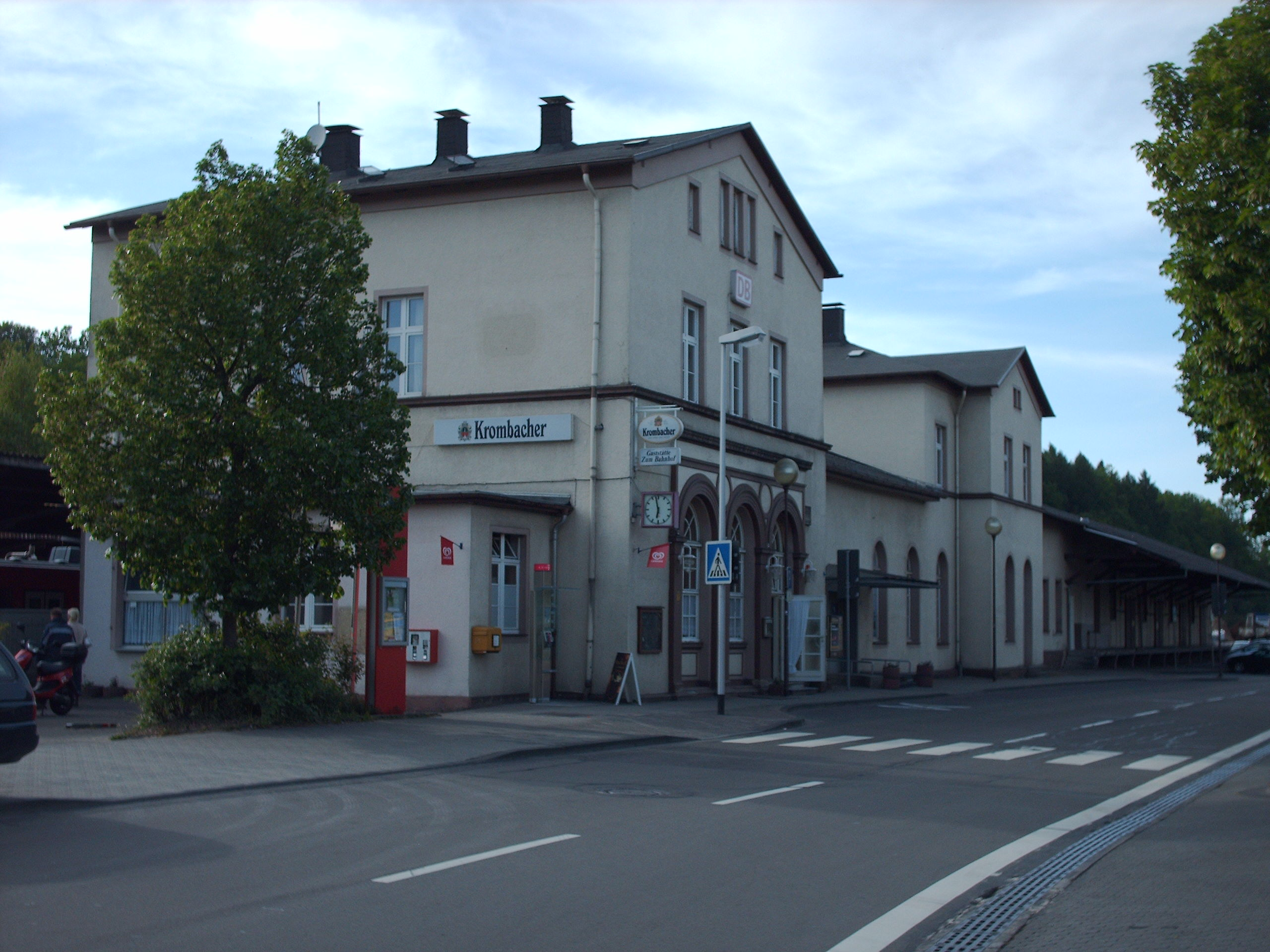
Ehemaliges Bahnhofsgebäude (2007)

Mit Eröffnung der von der Bergisch-Märkischen Eisenbahn errichteten eingleisigen Bahnstrecke aus Finnentrop wurde Olpe am 1. November 1875 an das Schienennetz angeschlossen. Der erste Spatenstich zum Bau des Bahnhofsgebäudes hatte am 24. Mai 1873 stattgefunden, so dass das Empfangsgebäude bei Inbetriebnahme der Strecke bereits fertiggestellt war. Fünf Jahre danach wurde die Strecke bis Rothemühle und später bis Freudenberg verlängert.
Am 31. August 1903 wurde die Bahnstrecke Olpe–Bergneustadt in Betrieb genommen, die später weiter als Teilabschnitt der Aggertalbahn bis Dieringhausen führte. Am Olper Bahnhof wurde dafür ein zweiter Lokomotivschuppen errichtet, 1908 entstand ein Aufenthaltsgebäude für Bahnbedienstete. Im selben Jahr wurden die Bahnsteige überdacht. In den Jahren 1911 und 1933 wurde das Empfangsgebäude wiederum erweitert und umgestaltet. Beim Bombenangriff auf Olpe 1945 wurde es beschädigt, aber schnell wieder in Stand gesetzt.
Auch nach dem Zweiten Weltkrieg hatte der Bahnbetrieb eine große Bedeutung. In den 1960er-Jahren arbeiteten etwa 120 Menschen rund um den Bahnhof. Durch den Bau der Autobahnen A 4 und A 45 verlor die Schiene jedoch an Bedeutung. Der Personenverkehr auf der Strecke Olpe–Dieringhausen wurde 1979 eingestellt, seit 1997 erfolgte in weiten Teilen ein Rückbau der Gleise. Der Personenverkehr über Olpe hinaus in Richtung Freudenberg wurde am 29. Mai 1983 beendet.

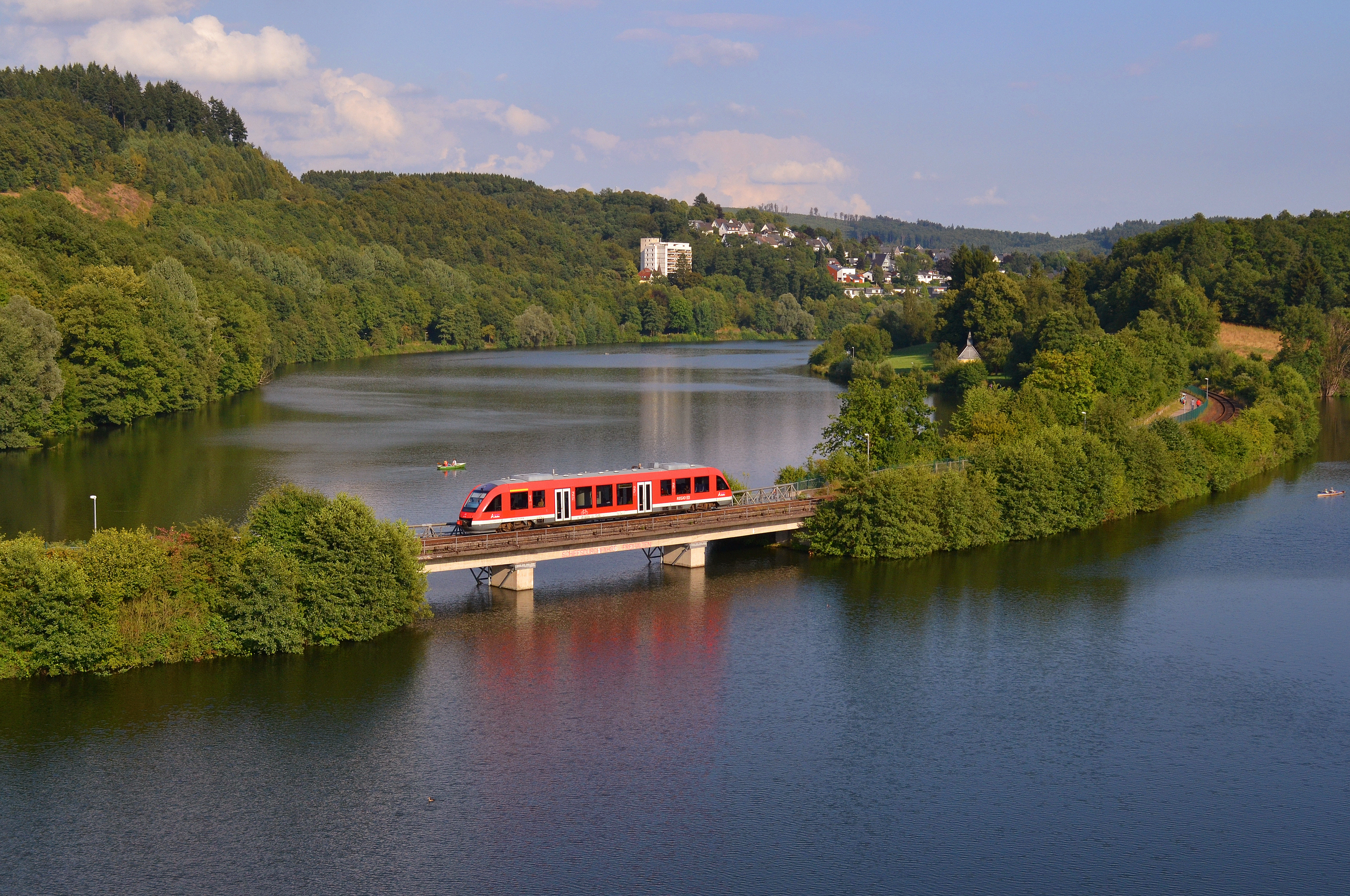
Eine Regionalbahn des „Biggesee-Expresses“ bei Olpe.

In Olpe, das zu einem Haltepunkt zurückgebaut wurde, verkehrt auf der Biggetalbahn (KBS 442) im Schienenpersonennahverkehr nur der stündlich eingesetzte Biggesee-Express (RB 92) über die Olper Ortsteile Eichhagen (Bedarfshalt) und Sondern nach Finnentrop mit Anschluss an den Dortmund-Siegerland-Express (RE 34).
| Linie | Verlauf | Takt   |
| ----- | --- | ------ |
| RB 92 | Biggesee-Express: Finnentrop – Heggen – Attendorn – Kraghammer – Listerscheid – Attendorn-Hohen Hagen – Sondern – Eichhagen – Olpe Stand: Fahrplanwechsel Dezember 2021 | 60 min |

Das Bahnhofsgebäude steht weitgehend leer und soll in den Neubau eines Rat- und Bürgerhauses eingebunden werden.
In Sondern befindet sich ein Seebahnhof, der einen direkten Umstieg von der Bahn auf Passagierschiffe ermöglicht. Dies ist der einzige Bahnhof dieser Art in Nordrhein-Westfalen.

#### Busverkehr
Im Straßenpersonennahverkehr verkehren zahlreiche Buslinien, die Olpe auch mit seinen Nachbargemeinden und -städten verbinden. Betreiber sind die VWS mit Sitz in Siegen, ein Unternehmen der Wern-Group (Siegen), und die BRS (Busverkehr Rhein-Sieg GmbH; DB Stadtverkehr). Außerdem fahren Linien der Oberbergischen Verkehrsgesellschaft bis nach Olpe (301 Gummersbach/Derschlag/Bergneustadt/Pernze/(Olpe)).
Schienen- und Straßenpersonennahverkehr sind im Westfalentarif tariflich zusammengefasst.

#### Straßen

##### Historisch

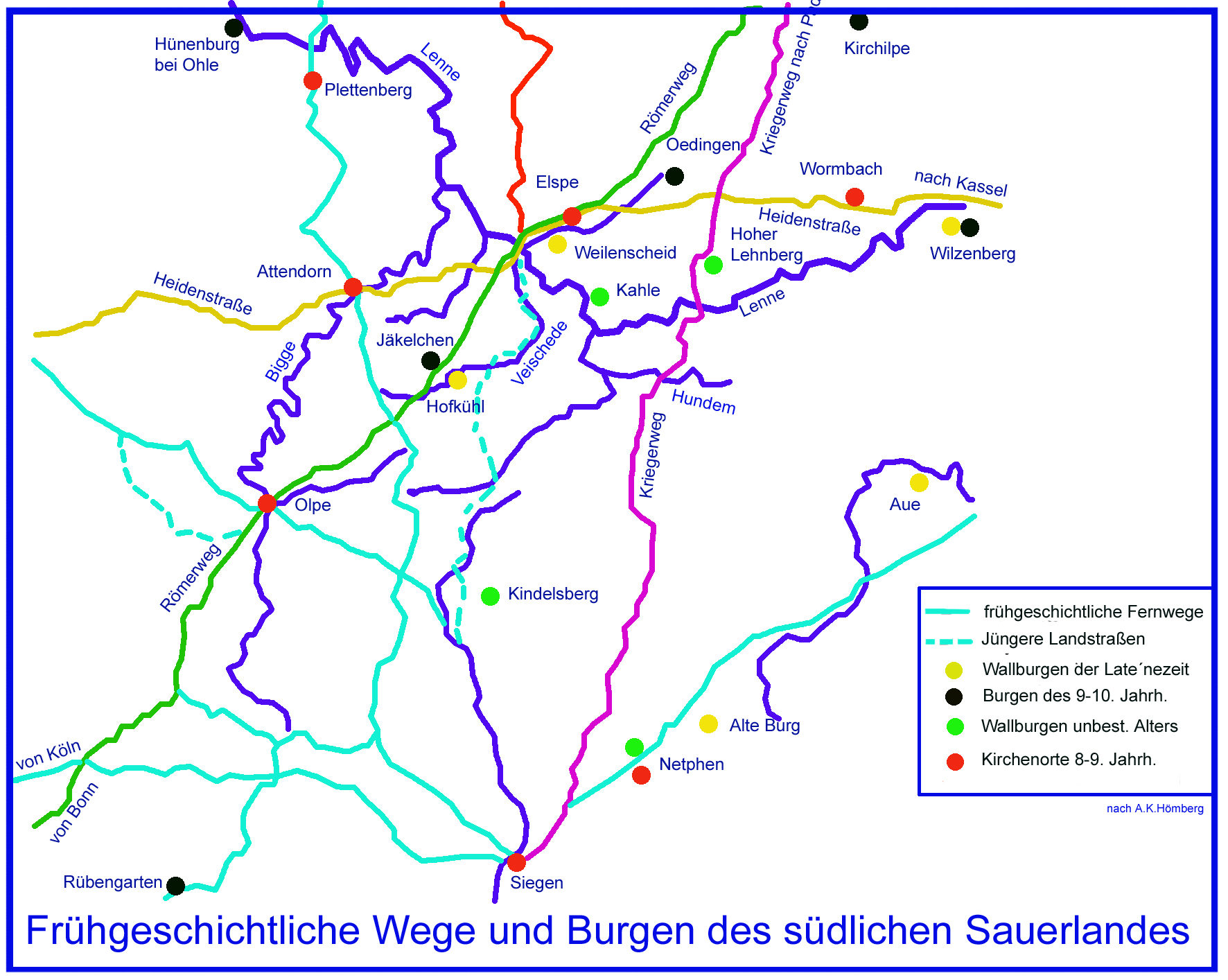
Römerweg (grün) und andere frühgeschichtliche Wege und Burgen des südlichen Sauerlandes

Schon vor der Stadtgründung hatten die Fernwege Römerweg und Eisenstraße ihren Schnittpunkt Olpe. Sie nutzten gemeinsam die Furt durch den Olpe- bzw. Biggefluss. Der „Römerweg“ führte von der Siegmündung nahe Bonn gegen Nordosten auf Brilon-Paderborn zu, während die Eisenstraße das Siegerland mit dem Märkischen Land verband.

##### Gegenwart
Insgesamt gibt es Verkehrswege in einer Gesamtlänge von ca. 307 km. Davon entfällt auf die Gemeindestraßen mit einer Gesamtlänge von ca. 228 km der größte Anteil. Bundesstraßen, Landstraßen sowie Kreisstraßen haben jeweils eine Länge von 22 bis 24 km.
Die Stadt Olpe wird von zwei Bundesautobahnen erschlossen:
- der A 4 (E 40) nach Köln und Aachen, Anschlussstelle: Wenden (im Autobahnkreuz Olpe-Süd) und
- der A 45 (Sauerlandlinie) (E 41) Dortmund–Aschaffenburg. Anschlussstelle: Olpe und Wenden (im Autobahnkreuz Olpe-Süd)

Die Bundesstraßen 54 (Münster–Lünen–Dortmund–Hagen–Olpe–Siegen–Limburg–Wiesbaden) fungiert gemeinsam mit der 55 (Olpe–Lennestadt–Meschede) als großräumige Stadtumgehung. Beide Bundesstraßen haben jeweils eine Länge von ca. 14 km. Allerdings besteht von der Ortschaft Hüppcherhammer bis in die Ortschaft Rhode eine gemeinsame Streckenführung mit einer Länge von 5 km. Somit ergibt sich eine tatsächliche Strecke der Bundesstraßen von insgesamt 23 km.
In der Kernstadt gibt es drei Hauptverkehrsachsen. In Nord-Süd-Richtung ist das die Landesstraße L 519 mit den Straßennamen In der Wüste, Franziskanerstraße und Bruchstraße. Sie dient auch als Anbindung der jeweiligen Autobahnauffahrten. Eine weitere Hauptachse ist Die Westfälische Straße. Sie verlässt die historische Altstadt in Richtung Nordosten. Die dritte Hauptachse ist die für den Schwerlastverkehr gesperrte Martinstraße, die aus dem Stadtzentrum nach Osten führt. An fast allen innerstädtischen Knotenpunkten wurden Kreisverkehrsplätze installiert. Die Innenstadt verfügt über vier Parkhäuser.

##### Straßennamen
Die Olper Straßennamen lassen sich in folgende Bereiche einsortieren:
- Enden Straßennamen auf -seifen, -siepen, -micke oder -mecke, sind dies Hinweise auf Wasserläufe (Bäche), z. B. Osterseifen (östlicher Bach), Kortemicke (kurzer Bach), Felmicke (Feldbach oder Fellbach – er durchfließt das ehemalige Gerberviertel)
- Neben der offensichtlichen Straßennamensendung -berg weist -(h)ardt auch auf einen Berg hin, z. B. Rhonardt (gerodter Berg), Eichhardt. Auch andere Straßennamen weisen auf Berge hin, z. B. An den Klippen, Bratzkopf,
- Hinweise auf alte Gewerke in Olpe

- Bergbau z. B. Kupferweg, Steigerweg
- Hütten z. B. Hüttenweg, Olper Hütte
- Hämmer z. B. Hammerweg, Kessenhammer, Saßmicker Hammer

- Hinweise auf Besonderheiten in der unmittelbaren Umgebung

- Trift oder Drift (Gelände, wohin die Hirten ihr Vieh trieben) z. B. In der Trift, Rüblinghauser Drift
- Schlüppe (kommt von durch schlüpfen; Durchlass zwischen Hecken) z. B. Weite Schlüppe
- Fohrt (Furt; eine Durchfahrt durch einen Fluss oder Bach) z. B. Auf der Fohrt
- Schlade (Tälchen ohne Wasserlauf) z. B. Papenschlade (Pape = Pfaffe = Pfarrer, also Pfarrers Tal)
- Ohl (feuchtes Tal) z. B. Zum Lehmenohl
- Hohl (Höhle, Loch, Zufluchtsort) z. B. Weierhohl
- Bauwerke oder Örtlichkeiten z. B. Am Stadtwald, Bahnhofstraße

- Abgeleitet von Heiligen z. B. Martinstraße, Rochusstraße, Agathastraße
- Namen von Persönlichkeiten

- Persönlichkeiten, die in Olpe geboren wurden bzw. die hier gelebt oder gewirkt haben, z. B. Johann-Bergmann-, Franz-Hitze-Straße
- Widerstandskämpfer oder Opfer der NS-Zeit, z. B. Stauffenbergring, Anne-Frank-Weg
- Anderen Personengruppe wie z. B. berühmte Ärzte, z. B. Sauerbruchweg

- Straßennamen aus Pflanzen- und Tierwelt z. B. Meisenweg, Buchenweg,

#### Schifffahrt
Auf dem Biggesee verkehren von April bis Ende Oktober zwei Schiffe der Personenschifffahrt Biggesee. Eine Rundfahrt dauert etwa zwei Stunden. Es gibt fünf Zusteigemöglichkeiten. Noch vor wenigen Jahren bildeten vier Schiffe die „Weiße Flotte“ der Biggesee-Schifffahrt: Außer den immer noch vorhandenen MS „Westfalen“ und „Bigge“ fuhr ein weiteres Personenschiff („Sauerland“) auf dem Hauptsee. Auf dem Vorstaubecken Olpe, auch als „Obersee“ bezeichnet, war ein Grachtenboot mit dem Namen „Olpe“ unterwegs. Die niedrige Bauweise war nötig, damit das Schiff unter einer niedrigen Eisenbahnbrücke fahren konnte. Dazu war das Boot eigens mit Beton beschwert, um tief im Wasser zu liegen.

#### Radwege
Rund um den Biggesee und die Listertalsperre gibt es ein geschlossenes Radwegenetz. Dieses führt bis zum Biggedamm in Attendorn. Weiterhin ist Olpe an das Radverkehrsnetz NRW angeschlossen. Die Täler-Tour der Bike Arena Sauerland kreuzt Olpe an verschiedenen Streckenpunkten.

#### Wanderwege
Der 1080 Kilometer lange Wanderweg der Deutschen Einheit führt durch Olpe. Am 31. Mai 2014 wurde der 18,5 km lange und 16 Stationen umfassende Franz-Hitze-Pilger- und Erlebnispfad eröffnet. Der „Waldweg Grenzenlos“ ist ein auf dem Kimickeberg befindlicher Walderlebnispfad speziell für Menschen mit Behinderung. Er ist rollstuhlgerecht ausgebaut und mit einem Blindenleitsystem ausgestattet. Die Gesamtlänge beträgt ca. 2900 m. Darüber hinaus gibt es diverse weitere ausgeschilderte Wanderwege.

### Medien

#### Zeitung
Als Tageszeitung erscheinen in Olpe die Lokalausgaben der Westfalenpost (WP) und der Westfälischen Rundschau (WR). Sie gehören zur Funke Mediengruppe (früher WAZ) und haben seit 2009 eine gemeinsame Lokalredaktion. Somit ist der Lokalteil beider Zeitungen identisch. Die Geschäftsstelle wurde im Januar 2010 geschlossen.
Die Siegener Zeitung ist eine weitere Tageszeitung mit eigenem Lokalteil für Olpe. Sie erschien bis zum Jahr 2000 als Nachmittagszeitung. Die Siegener Zeitung ist Teil des mittelständischen Familienunternehmens „Vorländer & Rothmaler GmbH & Co. KG“ mit Hauptsitz in Siegen und unterhält in Olpe eine Lokalredaktion sowie eine Geschäftsstelle.
Außerdem erscheint das kostenlose Anzeigenblatt Sauerlandkurier der Ippen-Gruppe. Zu besonderen Anlässen, etwa dem Schützenfest, erscheint in unregelmäßiger Reihenfolge die Sauerländer Börse, ein DIN-A-4-formatiges Anzeigenblatt. Bis etwa zum Jahr 2000 erschien mittwochs der Stadtanzeiger, später Hallo Sauerland, ein von einer Tochterfirma der WAZ-Gruppe herausgegebenes Anzeigenblatt. Bis etwa 1979 war Olpe auch Verlagsort des Sauerländischen Volksblatts. Dieses wurde auch in Olpe bei der inzwischen durch Insolvenz aufgelösten Druckerei F. X. Ruegenberg gedruckt.

#### Radio
Der Kreis Olpe verfügt nicht über einen eigenen Lokalsender bzw. Lokalradio. Mit Entscheidung vom 28. April 2006 ist der Kreis Olpe durch die LfM als zuständige Aufsichtsbehörde für den Rundfunk in NRW ein mögliches Verbreitungsgebiet für Lokalfunk geworden. Eine Veranstaltergemeinschaft existiert seit vielen Jahren. Mehrere Versuche, eine Betriebsgesellschaft zu installieren, scheiterten aufgrund mangelnder wirtschaftlicher Erfolgsaussichten. Aktuelle Nachrichten über Olpe sind über das Radioprogramm des WDR 2 aus dem Regionalstudio Siegen zu empfangen, das montags bis freitags immer zur halben Stunde Nachrichten aus Südwestfalen sendet.

#### Fernsehen
Olpe gehört zum Redaktionsgebiet des Studios Siegen des WDR Fernsehens. Die Lokalzeit Südwestfalen berichtet über die Region.

### Öffentliche Einrichtungen

#### Behörden und Institutionen

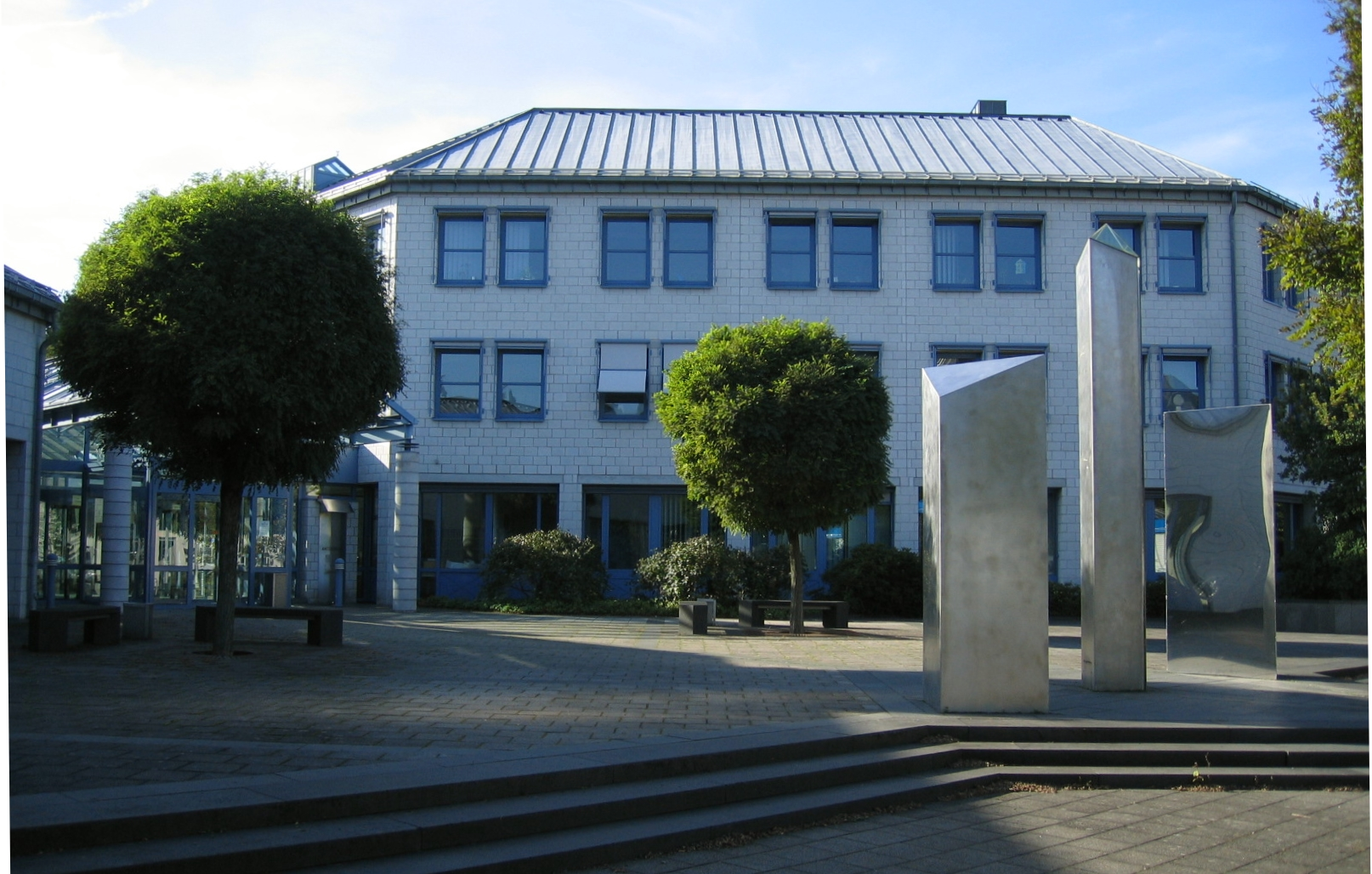
Amtsgericht Olpe

Olpe ist Sitz des Kreises Olpe. Das Kreishaus (Kreisverwaltung) Olpe in der Westfälischen Straße wurde in den 1990er-Jahren umfangreich umgebaut und erweitert. Dabei wurde Gebäudeteile angegliedert die früher eine andere Funktion hatten. Unter anderem befand sich hier die Kreispolizeibehörde, die ihren jetzigen Sitz in der Kortemickestraße 2 hat. Hier befinden sich u. a. der Wach- und Bezirksdienst sowie zwei Kriminalkommissariate. Auch waren in einem Altbau das Amtsgericht mit angeschlossenem Gerichtsgefängnis sowie eine Jugendarrestanstalt untergebracht. Der Erwachsenenvollzug wurde Mitte der 1960er-Jahre in die damalige Vollzugsanstalt Siegen verlegt. Die Jugendarrestanstalt wurde am Ende August 1989 geschlossen. Das heutige Amtsgericht Olpe ist ein Gericht der ordentlichen Gerichtsbarkeit und ist eines von vier Amtsgerichten im Bezirk des Landgerichts Siegen. Das Gericht findet man in der Bruchstraße 32.
Die Freiwillige Feuerwehr Olpe bewältigt ihre Aufgaben ausschließlich mit freiwilligen Feuerwehrkräften. Hauptamtliche Kräfte gibt es in Olpe nicht. Im Feuerwehrhaus an der Grubenstraße sind drei Löschzüge mit 100 Feuerwehreinsatzkräfte beheimatet. Des Weiteren gibt es in Oberveischede eine Löschgruppe mit 24 Einsatzkräften.
Der Rettungsdienst wird vom Standort Krankenhaus St. Martinus aus gewährleistet. Koordiniert wird das Rettungswesen vom Kreis Olpe.
In der Rochusstraße 3 befindet sich eine Geschäftsstelle der Agentur für Arbeit Siegen.
Das Finanzamt Olpe befindet sich in der Straße Auf dem Gallenberg.
Das Regionalforstamt Kurkölnisches Sauerland, Dienstgebäude Olpe ist am 1. August 2007 aus den ehemaligen Forstämtern Attendorn (teilweise) und Olpe das Regionalforstamt Kurkölnisches Sauerland entstanden. Erste urkundliche Erwähnungen eines Forstamtes in Olpe stammen aus dem Jahre 1810.
Des Weiteren gibt es eine LWL-Archäologie für Westfalen, Außenstelle Olpe. Sie hat ihren Sitz in einer ehemaligen Schule und wurde am 31. August 1982 die Außenstelle Olpe (damals: Westfälisches Museum für Bodendenkmalpflege) offiziell eröffnet. Aufgabenschwerpunkt ist die Denkmalpflege im Regierungsbezirk Arnsberg. Diese werden durch die Tätigkeitsfelder Anträge auf Unterschutzstellung von Denkmälern, Beteiligung an Verfahren als Träger öffentlicher Belange, Untersuchungen im Gelände, Öffentlichkeitsarbeit und die „Kleine Denkmalpflege“ (Austausch mit interessierten Personen oder Gruppen) realisiert.
Am 1. September 2008 wurde die Südwestfalen-Agentur GmbH in Olpe gegründet. Die Aufgaben umfassen u. a. das Initiieren und Koordinieren von Projekten rund um die Regionale 2013 und Regionale 2025. Weitere Schwerpunkte sind die regionale Wirtschaftsförderung, das Regionalmarketing und die Netzwerkarbeit. Träger der Agentur sind die fünf südwestfälischen Kreise Olpe, Soest, Siegen-Wittgenstein, Hochsauerlandkreis und der Märkische Kreis sowie der Verein „Wirtschaft für Südwestfalen“. Bis zu seiner Wahl als Bürgermeister von Hattingen im Jahr 2015 war Dirk Glaser der erste Geschäftsführer. Aktueller Geschäftsführer ist Hubertus Winterberg.
Die Sparkasse Olpe-Drolshagen-Wenden sowie die Volksbank Olpe-Wenden-Drolshagen haben ihre Sitz in Olpe.

#### Krankenhaus „St.-Martinus-Hospital“
Das Hospital wurde 1856 in Trägerschaft der Kirchengemeinde St. Martinus Olpe gegründet und zunächst von zwei Vinzentinerinnen geleitet. Im Jahr werden dort knapp 11.000 Patienten überwiegend aus Olpe, Wenden und Drolshagen behandelt. Etwa 800 Voll- und Teilzeitkräfte betreuen 385 Betten. Zum Krankenhaus gehören eine chirurgische Klinik, eine medizinische Klinik, eine Frauenklinik, eine Abteilung Anästhesie und Intensivpflege mit Schwerpunkt Schmerztherapie, eine diagnostische Radiologie sowie eine Psychiatrie. Schwestern der Kongregation der Olper Franziskanerinnen übernahmen 1900 die Krankenhausleitung. Seit 1997 wird das St.-Martinus-Hospital als gemeinnützige GmbH geführt, die im Jahr 2000 mit dem katholischen St.-Josef-Hospital in Lennestadt-Altenhundem zur „Katholischen Hospitalgesellschaft Südwestfalen gGmbH“ fusionierte. Der Gesellschaft angegliedert sind unter anderem eine Krankenpflegeschule und ein Fachseminar für Altenpflege sowie ein ambulantes Dialysezentrum.
Franziskanerinnen arbeiten inzwischen nicht mehr im St.-Martinus-Hospital, der dort befindliche Konvent wurde zum Jahresende 2005 aufgelöst. Rückwirkend zum 1. Januar 2021 hat die Gemeinnützige Gesellschaft der Franziskanerinnen zu Olpe (GFO) die Mehrheit an der Hospitalgesellschaft übernommen.

#### Kinder- und Jugendhospiz Balthasar
Das Kinder- und Jugendhospiz Balthasar ist eine stationäre Einrichtung für unheilbar und lebensverkürzend erkrankte Kinder und deren Eltern und Geschwister. Das Kinderhospiz wurde 1998 und das Jugendhospiz 2009 eröffnet und waren jeweils die ersten ihrer Art in Deutschland. Das Kinderhospiz bietet den Familien todkranker Kinder Betreuung und Unterkunft, damit sie sich von der Pflege erholen können, während die Kinder professionell betreut werden. Im Jugendhospiz finden Jugendliche und junge Erwachsene ihren Platz. Träger beider Einrichtungen ist die Gemeinnützige Gesellschaft der Franziskanerinnen zu Olpe.

### Bildung

#### Tageseinrichtungen für Kinder
Im Gebiet der Stadt Olpe befinden sich insgesamt 16 Tageseinrichtungen für Kinder (Kindertageseinrichtungen), neun davon in der Kernstadt und sieben in den Dörfern. Alle Einrichtungen sind in freier Trägerschaft (Stand: 10. Januar 2021).
In der Innenstadt selbst befinden sich folgende Kindertageseinrichtungen:
- St. Martinus, St. Matthäus, St. Rafael (Träger: seit 1. August 2018 Kath. Kindertageseinrichtungen Siegerland-Südsauerland gGmbH, ehemals katholische Kirchengemeinde St. Martinus)
- St. Marien (seit 1. August 2018 Kath. Kindertageseinrichtungen Siegerland-Südsauerland gGmbH, ehemals katholische Kirchengemeinde St. Marien)
- „Pusteblume“, „Löwenzahn“; geplante Eröffnung 2021:  „Maria-Theresia“ (Gemeinnützige Gesellschaft der Franziskanerinnen zu Olpe)
- „Sonnenland“ (DRK-Kreisverband)
- Oberlin-Kindergarten (Trägerwerk des Evangelischen Kirchenkreises Siegen)

In den Dörfern:
- St. Nikolaus Lütringhausen (seit 1. August 2018 Kath. Kindertageseinrichtungen Siegerland-Südsauerland gGmbH, ehemals katholische Kirchengemeinde St. Marien Olpe)
- St. Cyriakus Rhode (seit 1. August 2018 Kath. Kindertageseinrichtungen Siegerland-Südsauerland gGmbH, ehemals katholische Kirchengemeinde St. Cyriakus Rhode)
- Saßmicke (Caritas-Kreisverband)
- „Dahler Spatzennest“ (seit 1. August 2018 Gemeinnützige Gesellschaft der Franziskanerinnen zu Olpe; ehemals Elternverein Dahl/Friedrichsthal)
- „Max und Moritz“ Altenkleusheim (DRK-Kreisverband)
- „Arche Noah“ Neuenkleusheim (Elternverein Neuenkleusheim)
- „Die kleinen Strolche“ Oberveischede (Elternverein Oberveischede).

#### Schulen
Olpe ist regional bedeutsamer Schulstandort mit folgenden Schulen und Bildungseinrichtungen.
Grundschulen
- Gemeinschaftsgrundschule am Hohenstein

Seit dem Schuljahr 2013/2014 zog die Gemeinschaftsgrundschule Hakemicke vom ursprünglichen Standort, dem Schulzentrum Hakemicke, in das Schulgebäude der Katholischen Bekenntnisgrundschule Hohenstein, die zum Schuljahresende 2014/2015 auslief. Seit 2016 trägt die bisherige Hakemicke-Grundschule den neuen Namen „Gemeinschaftsgrundschule am Hohenstein“.
- Katholische Bekenntnisgrundschule Auf dem Gallenberg

Bis zur Schulreform 1968 war hier die Evangelische Volksschule untergebracht. Nach deren Auflösung wurde eine Evangelische Grundschule mit zwei Klassen eingerichtet. Nach einem Jahr wurde die evangelische Grundschule in eine Gemeinschafts-Grundschule umgewandelt und zeitgleich eine neue Katholische Grundschule parallel am selben Standort eingeführt. Zu Beginn des Schuljahres 2004/2005 wurde der renovierte Altbau sowie ein Neubau seiner Bestimmung übergeben. Damit verbunden war die Zusammenlegung der beiden unabhängigen Schulen zur Katholischen Bekenntnisgrundschule Auf dem Gallenberg.
- Katholische Bekenntnisgrundschule Düringerschule mit Nebenstandort Dahl (Gemeinschaftsgrundschule)
- Katholische Franz-Hitze-Bekenntnisgrundschule Rhode

Förderschulen
- Pestalozzischule, Förderschule Lernen der Kreisstadt Olpe

Mit dem Schuljahr 2014/2015 wurde die Förderschule Lernen aufgelöst und das Gebäude bis auf weiteres dem Städtischen Gymnasium zugeschlagen.
- Max-von-der-Grün-Schule, LWL-Förderschule mit dem Förderschwerpunkt körperliche und motorische Entwicklung
- Michael-Ende-Schule, LWL-Förderschule, Förderschwerpunkt Sprache
- LWL-Förderschule, Förderschwerpunkt Sehen
- LWL-Förderschule, Förderschwerpunkt Hören und Kommunikation

Weiterführende Schulen

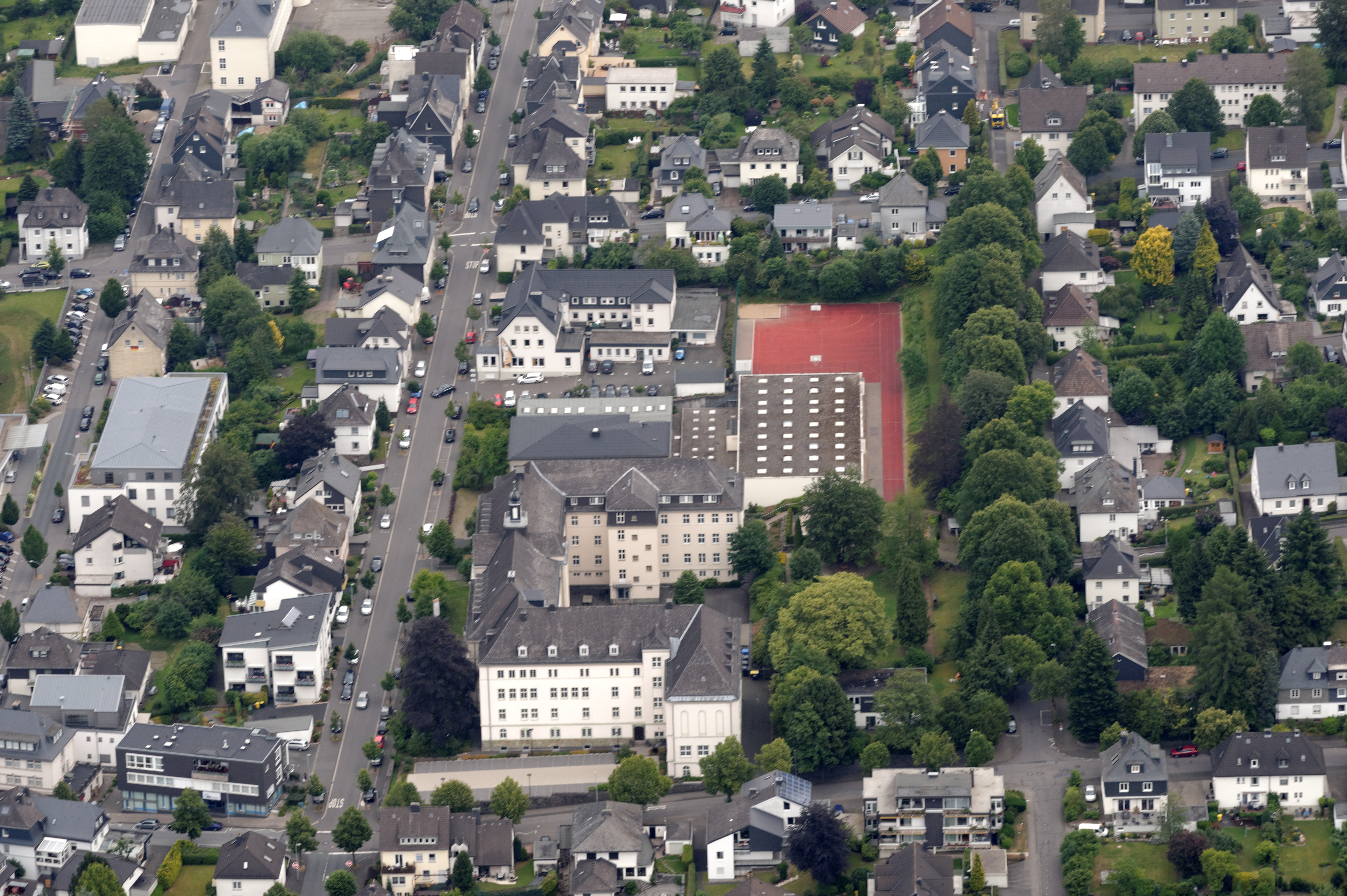
St.-Franziskus-Schule

- Sekundarschule Olpe mit Teilstandort in Drolshagen

Seit dem Schuljahr 2013/2014 löst die Sekundarschule Hakemicke mit dem Teilstandort Drolshagen die Ganztagshauptschule Hakemicke und die Zweckverbands-Realschule Olpe-Drolshagen sowie die Hauptschule in der Nachbarstadt Drolshagen ab. Die beiden anderen Schulformen laufen jahrgangsweise bis 2017 aus.
- St.-Franziskus-Schule (Gymnasium und Realschule)

Die St.-Franziskus-Schule ist eine staatlich anerkannte Privatschule in der Trägerschaft der Gemeinnützigen Gesellschaft der Franziskanerinnen zu Olpe (GFO), gegründet 1870 von den Schwestern der Franziskanerinnen von der ewigen Anbetung zu Olpe. Sie besteht heute als Bündelschule aus dem St.-Franziskus-Gymnasium und der St.-Franziskus-Realschule, in der 2013 der Unterricht aufgenommen wurde.
- Städtisches Gymnasium Olpe

Fachschulen
- Bäckerfachschule

Von überregionaler Bedeutung ist die „Erste Deutsche Bäckerfachschule“. Gegründet 1926 in Bochum, übersiedelte sie 1947 nach Olpe auf den Imberg. Dort werden sämtliche Bildungsangebote für Inhaber und Mitarbeiter von Bäckereien in Produktion und Verkauf angeboten. Insbesondere durch die mehrmonatigen Meistervorbereitungslehrgänge hat die Schule die Stadt Olpe bundesweit und darüber hinaus bekannt gemacht. Der Schule ist ein Internat angeschlossen.
- Berufskolleg des Kreises Olpe
- Fortbildungsakademien für Gesundheitshilfe
- Krankenpflegeschule

Sonstige Bildungseinrichtungen
- Rettungsfachschule des DRK
- Musikschule
- Volkshochschule

## Telefonvorwahlen
In der Stadt gilt die Vorwahl 02761. Abweichend hiervon muss man für Gespräche nach Haardt, Tecklinghausen und Oberveischede die 02722 sowie nach Apollmicke und Fahlenscheid die 02764 vorwählen.

## Persönlichkeiten

### Ehrenbürger
- Gottfried Ruegenberg, Arzt (1883)
- Wilhelm Fuchsius, Arzt (1889)
- Caspar Freusberg, Kreisgerichtsrat (1899)
- Josef Hundt, Fabrikant (1911)
- Hugo Ruegenberg, Fabrikant (1911)
- Josef Hesse, Fabrikant (1925)
- Hubert Kemper, Fabrikant (1929)
- Paul von Hindenburg (1847–1934), Reichspräsident (1933)
- Josef Schrage (1881–1953), Landrat und Mitglied des Parlamentarischen Rats (1951)
- Josef Kleine, Landwirt und Kommunalpolitiker, Ehrenbürger der Gemeinde Olpe-Land (1951)
- Lorenz Jaeger, Erzbischof und Kardinal (1955)

aberkannte Ehrenbürgerschaften:
- Adolf Hitler (1889–1945), Reichskanzler
- Hermann Göring (1893–1946), Ministerpräsident
- Franz von Papen (1879–1969), Vizekanzler (alle 1933 ernannt, 1946 aberkannt bzw. von Ernennung distanziert)

### In der Stadt Olpe geboren

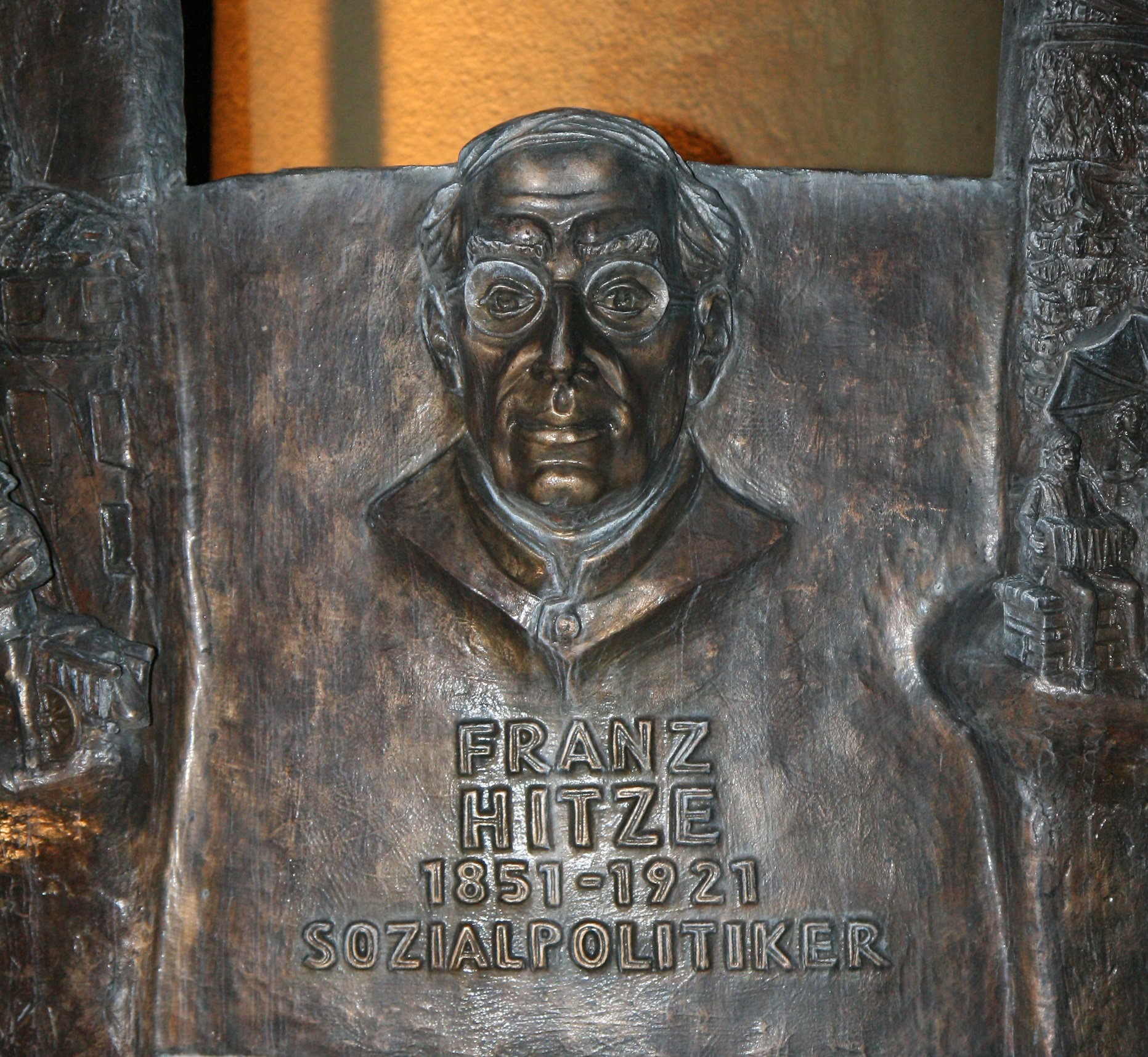
Franz Hitze (Relief am Geschichtsbrunnen in Olpe)

- Johann Bergmann von Olpe (1460–1531), Theologe und Verleger
- Rötger Hundt (1711–1773), Theologe
- Friedrich Wilhelm Norbert Engelhard (1754–1835), letzter Oberfreigraf der freien Feme
- Robert Bonzel (1815–1866), Unternehmer und Abgeordneter
- Hubert Hesse (1826–1908), Fabrikant und Abgeordneter des Provinziallandtages der Provinz Hessen-Nassau
- Maria Theresia Bonzel (1830–1905), Ordensgründerin
- Joseph Freusberg (1842–1917), Landrat und preußischer Beamter
- Gottfried Ruegenberg (1845–1909), Mediziner und Abgeordneter im Preußischen Abgeordnetenhaus und Reichstag
- Franz Hitze (1851–1921), Sozialpolitiker und Theologe
- Anton Deimel (1865–1954), Theologe und Forscher
- Albert Hopman (1865–1942), Marineoffizier, zuletzt Vizeadmiral.
- Josef Freusberg (1881–1964), Dompropst und Weihbischof in Erfurt
- Josef Schrage (1881–1953), Landrat und Landtagsabgeordneter
- Johannes Dahlenkamp (1883–1966), Steyler Missionar in China von 1911 bis 1953
- Franz Xaver Nies (1859–1897), Steyler Missionar in China, Opfer des „Boxeraufstands“
- Adolf von Hatzfeld (1892–1957), Dichter
- Rudolf Bertram (1893–1975), Mediziner, Gerechter unter den Völkern
- Peter Grebe (1896–1962), katholischer Geistlicher und NS-Justizopfer
- Philippus Oppenheim (1899–1949), Benediktiner und Liturgiewissenschaftler
- Johannes Rosenthal (1903–1975), Pallottinerbischof und erster Bischof von Queenstown in Südafrika
- Heinrich Maria Köster (1911–1993), katholischer Theologe
- Günter Imhäuser (1912–1996), Orthopäde, Hochschullehrer und Ordinarius für Orthopädie an der Universität Köln
- Albrecht Rosenstengel (1912–1995), Professor für Musik an der Pädagogischen Hochschule Freiburg
- Paul-Werner Scheele (1928–2019), römisch-katholischer Theologe, Bischof von Würzburg und Hochschullehrer
- Rainer Specht (* 1930), Philosoph und Hochschullehrer
- Alfons Kranz (1932–2019), Verlagsdirektor der Neuß-Grevenbroicher Zeitung (NGZ) Publizist und Kommunalpolitiker
- Werner Löser (* 1940), katholischer Theologe
- Monica Pick-Hieronimi (* 1943), Sopranistin
- Tassilo Reinhard Bonzel (* 1944), Mediziner und Kardiologe
- Michael Kraus (1945–1978), Künstler und Grafiker
- Norbert Hauser (* 1946), Rechtsanwalt, Politiker und ehemaliger Abgeordneter des Deutschen Bundestages
- Wilhelm Schmidt-Biggemann (* 1946), Philosophiehistoriker und Hochschullehrer
- Sigmar Solbach (* 1946), Schauspieler
- Helmut Stahl (* 1947), Politiker (CDU)
- Ludger Fertmann (1950–2023), Journalist und Dozent
- Ulla Horký (* 1950), deutsche Multimedia-Künstlerin
- Michael Krzeminski (* 1953), Medienwissenschaftler
- Ursula Enders (* 1953), Erziehungswissenschaftlerin, Traumatherapeutin und Autorin
- Hermann Tilke (* 1954), Architekt
- Bernhard Halbe (* 1958), Politiker, ehemaliger Bürgermeister der Stadt Schmallenberg
- Benedikt Stahl (* 1960), Architekt und Hochschullehrer
- Jochen Feldmann (* 1961), Physiker
- Bernd Hansjürgens (* 1961), Volkswirt
- Armin Eich (* 1965), Althistoriker
- Frank Germann (* 1967), Fußballspieler
- Frank Matthée (* 1967), Hochzeitsplaner
- Peter Weber (* 1968), Politiker (CDU), Bürgermeister von Olpe
- Eva Schmidt (* 1969), Journalistin
- Markus Krajewski (* 1972), Kulturwissenschaftler
- Rebekka Borsch (* 1976), deutsch-norwegische Journalistin und Politikerin
- Jan Heitmann (* 1976), Pokerspieler und -trainer
- Holger Mertin (* 1977), Multiperkussionist, Sound-Artist und Musikethnologe
- Johannes Polgar (* 1977), Segler
- Sandro Porchia (* 1977), Fußballspieler
- Peter Lontzek (* 1980), Schauspieler, Hörspiel- und Synchronsprecher
- Michael Kügler (* 1981), Fußballspieler
- Alexandra Schröder (* 1984), Sängerin und Sprecherin
- Simon Huckestein (* 1985), Leichtathlet, Duathlet und Triathlet
- Christin-Marie Stamm (* 1991), Politikerin (SPD)
- Patrick Rakovsky (* 1993), Fußballtorwart
- Charlotte Neuhäuser (* 1998), Politikerin (Die Linke), MdB
- Jan Philipp Springob (* 2001), Rennfahrer

### Persönlichkeiten, die vor Ort gewirkt haben
- Anna Margaretha Schmidt (1684–1696), letztes Opfer der Hexenverfolgung in Olpe, im Alter von zwölf Jahren hingerichtet
- Johann Nikolaus Düringer (um 1700–1756), Bildhauer
- Wilhelm Marx (1851–1924), Oberbürgermeister von Düsseldorf (war in Olpe begraben, 2008 umgebettet nach Düsseldorf)
- Theodor Mietens (1804–1885), Buchdrucker und Mitbegründer der ev. Kirchengemeinde in Olpe
- Heinrich Kreutz (1808–1879), Unternehmer
- Otto Müller (1870–1944), Priester und Widerstandskämpfer in der NS-Zeit
- Hans Krüger (1902–1971), Vertriebenenminister im Kabinett Erhardt
- Clara Pfänder (1827–1882), Ordensgründerin und -oberin
- Herbert Straube (1904–1977), Unternehmerpersönlichkeit der Nachkriegszeit
- Paul Gerhardt (1912–1975), Künstler
- Gerhard Schneider (11. Dezember 1938), Sammler verfemter Kunst
- Heinz Perne SAC (1930–2008), Priester der Pallottiner, Religionslehrer, Journalist und Liedautor
- Joachim Grünewald (1933–2012), Politiker, Parlamentarischer Staatssekretär beim Bundesminister der Finanzen
- Wilma Ohly (* 1936), ehemalige Olper Bürgermeisterin
- Gerd vom Bruch (* 1941), ehemaliger Trainer der Spvg. Olpe (1972–1976)
- Dirk Glaser (* 1958), Journalist und Geschäftsführer der Südwestfalen-Agentur GmbH in Olpe
- Marek Leśniak (* 1964), Trainer Spvg. Olpe (seit der Saison 2015/2016)
- Ansgar Ohly (* 1965), Rechtswissenschaftler
- Thomas Meurer (1966–2010), Theologe, Sachbuchautor und Professor für Religionspädagogik an der Pädagogischen Hochschule Karlsruhe
- İrfan Buz (* 1967), ehemaliger Fußballtrainer der Spvg. Olpe (2009–2013)

## Filme
- Von Ölpern, Olpern und Büterlingen. Olpe in historischen Filmen der 1930er bis 1950er Jahre [Deutschland 2017] (Regie: Michael Kupczyk),  DVD mit Begleitheft, herausgegeben vom LWL-Medienzentrum für Westfalen